# Stradario di Torino
Lo stradario di Torino comprende i nomi di strade, vie, corsi e piazze del capoluogo e ripercorre la Storia della città, riguardo sia alle diciture attuali sia ai toponimi antichi.

## Storia

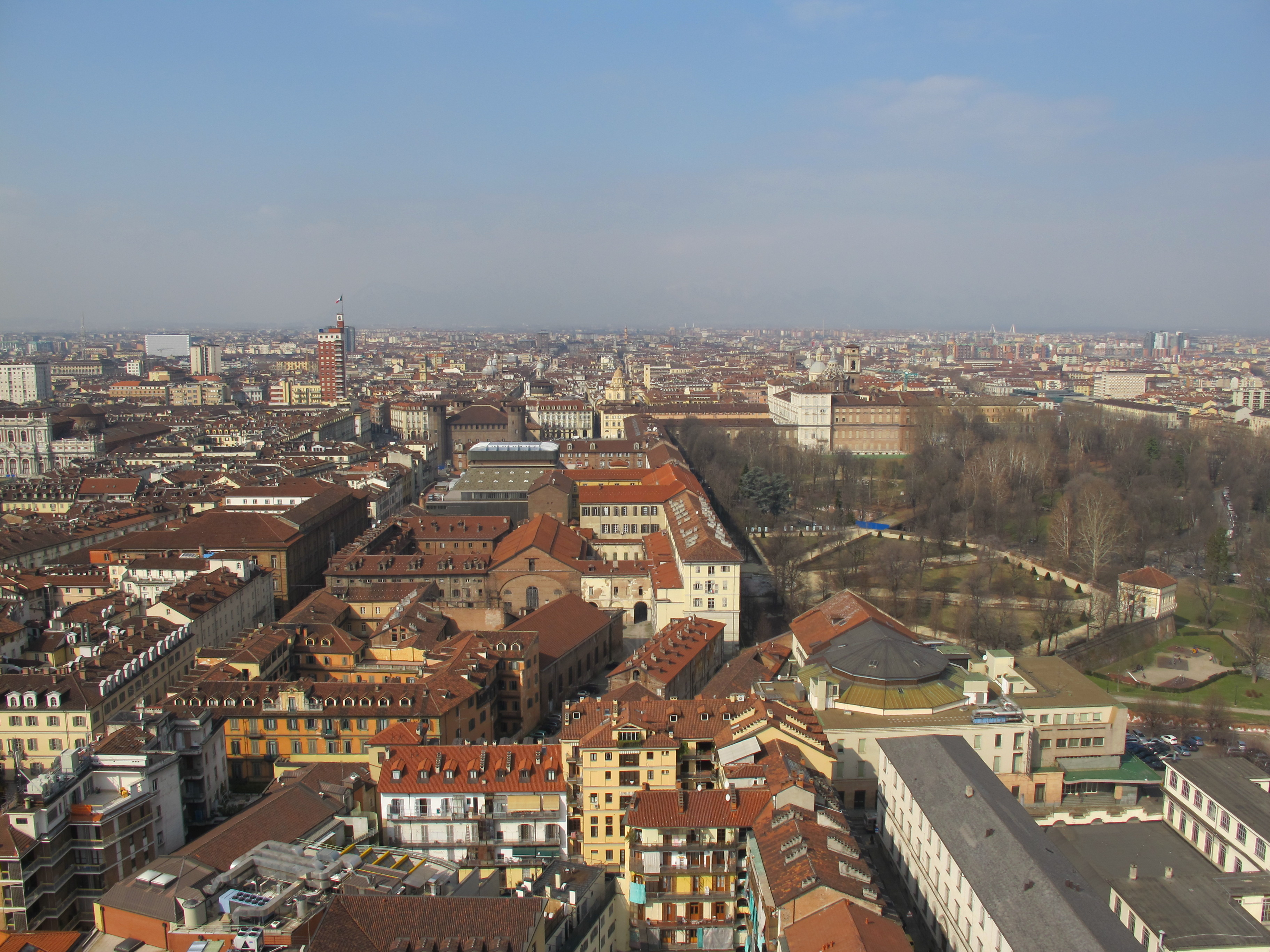
Vista del paesaggio dalla Mole Antonelliana

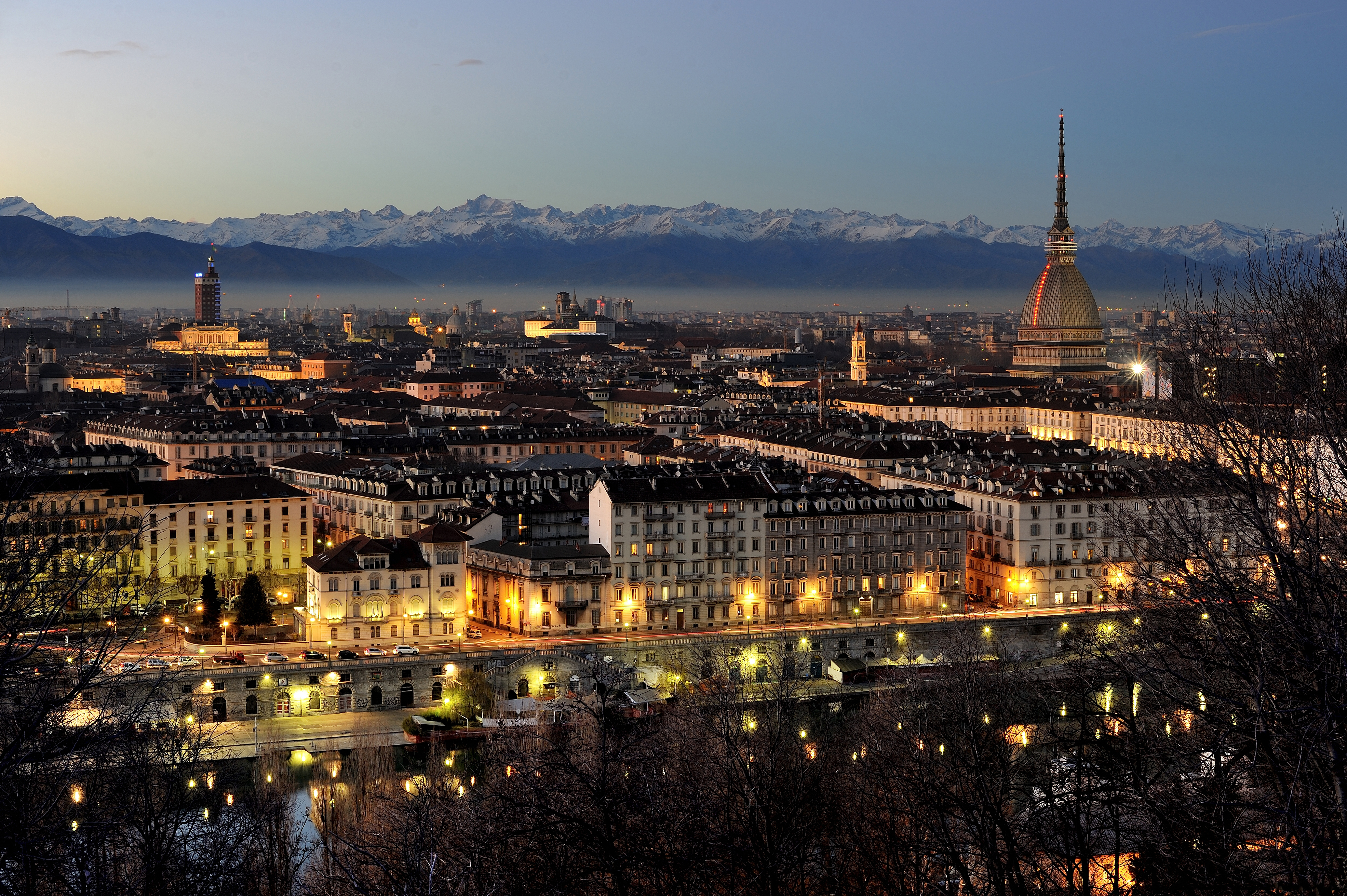
Vista del paesaggio dal Monte dei Cappuccini

Fino al XVII secolo circa, la città era completamente racchiusa dalla cinta muraria militare, con vie anguste, che ricalcavano i vicoli dell'antico accampamento romano, cioè con la struttura a castrum romano, con decumano e cardine.
Questa morfologia favoriva, durante le frequenti sommosse, la creazione di barricate, impedendo al contempo l'uso della cavalleria per sedare le agitazioni. Tuttavia, dopo le invasioni barbariche nel V secolo, il perfetto schema a Quadrilatero Romano divenne per la prima volta irregolare per alcune vie perpendicolari all'attuale Via Garibaldi, non più perfettamente diritte (ad esempio: Via Stampatori).
Quando Carlo Emanuele I decretò l'espansione e la ristrutturazione urbanistica della città, tenne conto delle vecchie esigenze difensive e mantenne quindi la viabilità con la stessa struttura a strade perpendicolari. Durante il XV secolo, la parte orientale del centro fu ampliata e arricchita dei classici portici, mentre furono decorate le principali piazze e, soprattutto, gli enormi viali, che avevano una funzione estetica ma anche e soprattutto una funzione militare, rendendo impossibile la formazione di barricate da parte dei rivoltosi e permettendo l'uso di cariche di cavalleria qualora si fossero rese necessarie.
La struttura geometrica ortogonale delle vie, tipica del Quadrilatero Romano, fu rotta per la prima volta dall'architetto Carlo Ceppi, con la costruzione nel 1886 di via Pietro Micca, seguita poi da altre zone fuori dal centro storico di Torino come Borgo San Paolo, con vie a struttura di "tela di ragno", nel 1901. Un'altra eccezione alla struttura reticolare tipica è corso Unione Sovietica, viale alberato lungo 5,3 km, con carreggiata centrale e due controviali, che collega il centro cittadino con la Reale Palazzina di Stupinigi (una volta si chiamava proprio corso Stupinigi), "tagliando" il reticolo viario in diagonale, nella direzione da nord-est a sud-ovest e corso Orbassano per gli identici motivi.
In generale però, l'intera città mantenne una struttura di vie pressoché ortogonali, a eccezione di alcune imperfezioni, soprattutto nei quartieri Rebaudengo, Borgo San Paolo, Barriera di Milano e zone nuove come Mirafiori Nord e Le Vallette.
I personaggi storici sono in percentuale maggiore maschili, per motivi storico-culturali. Solo per le regine e duchesse c'è una percentuale superiore, anche se sempre inferiore a quella dei maschi.
Nelle zone viarie della città sabauda, frequente è l'associazione di toponimi di una stessa tipologia: per esempio, nel quartiere Barriera di Milano le vie sono intitolate quasi totalmente a musicisti; da nord a sud, i corsi Potenza, Lecce, Trapani, Siracusa, Cosenza, sono intitolati a città dell'Italia del Sud; in zona nord, i corsi Tortona, Novara, Vigevano, Mortara, via Stradella e Lungo Dora Voghera sono intitolati a città acquisite dal Regno di Sardegna, durante l'espansione verso est.

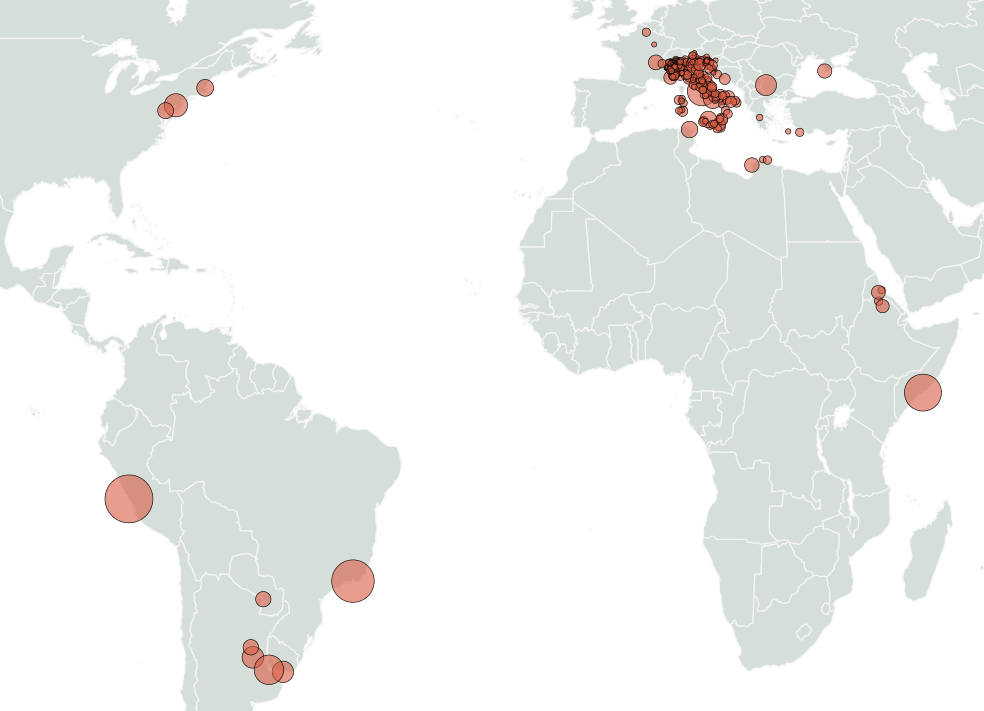
Tutte le città il cui nome è presente in una strada torinese

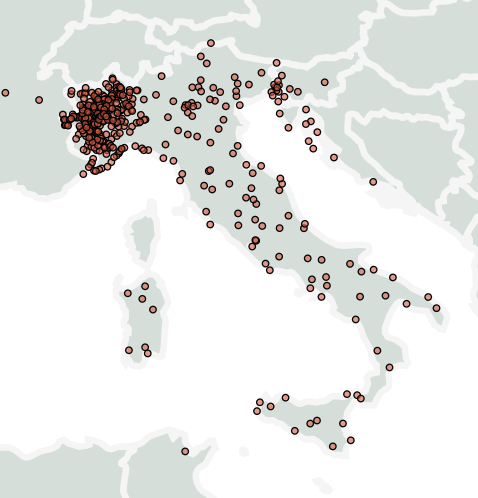
Ingrandimento sull'Italia

Le storiche vie d'accesso alla città sono ancora dedicate ai luoghi in cui conducono: strada dell'aeroporto, di San Mauro, di Settimo, della Venaria, di Lanzo, strada comunale di Altessano (antico nome di Venaria), strada antica di Collegno, di Cuorgnè, strada antica di Grugliasco, di Pianezza, di Druento, strada di Borgaro; i corsi Vercelli, Casale, Chieri, Moncalieri, Orbassano, Nizza. In questa categoria toponomastica rientrava anche corso Stupinigi, che però negli anni 1960 fu intitolato all'Unione Sovietica. Vi sono alcune eccezioni: le vie Vinovo, Beinasco, Candiolo, Piobesi, Trofarello, Santena sono in posizioni casuali.

Al periodo coloniale italiano poi furono dedicate la maggior parte delle piazze e vie periferiche: Massaua, Cirene, Stampalia, Derna, Adua, Asmara, Zara, Bengasi, ma anche le vie Rodi, Spalato, Veglia, Arbe in zona istriana ricordano possedimenti italiani all'epoca e quando l'Italia possedeva le isole del Dodecanneso.
Alcune vie nel quartiere San Paolo sono dedicate ai mari italiani: Mediterraneo, Tirreno, Adriatico, Jonio ed Egeo. I lungo Dora invece, sono tutti dedicati a città italiane: Savona, Napoli, Firenze, Siena, Agrigento, Voghera; unica eccezione è il lungo Dora Pietro Colletta.

## Toponomastica dei quartieri

### Quadrilatero Romano e Borgo Nuovo

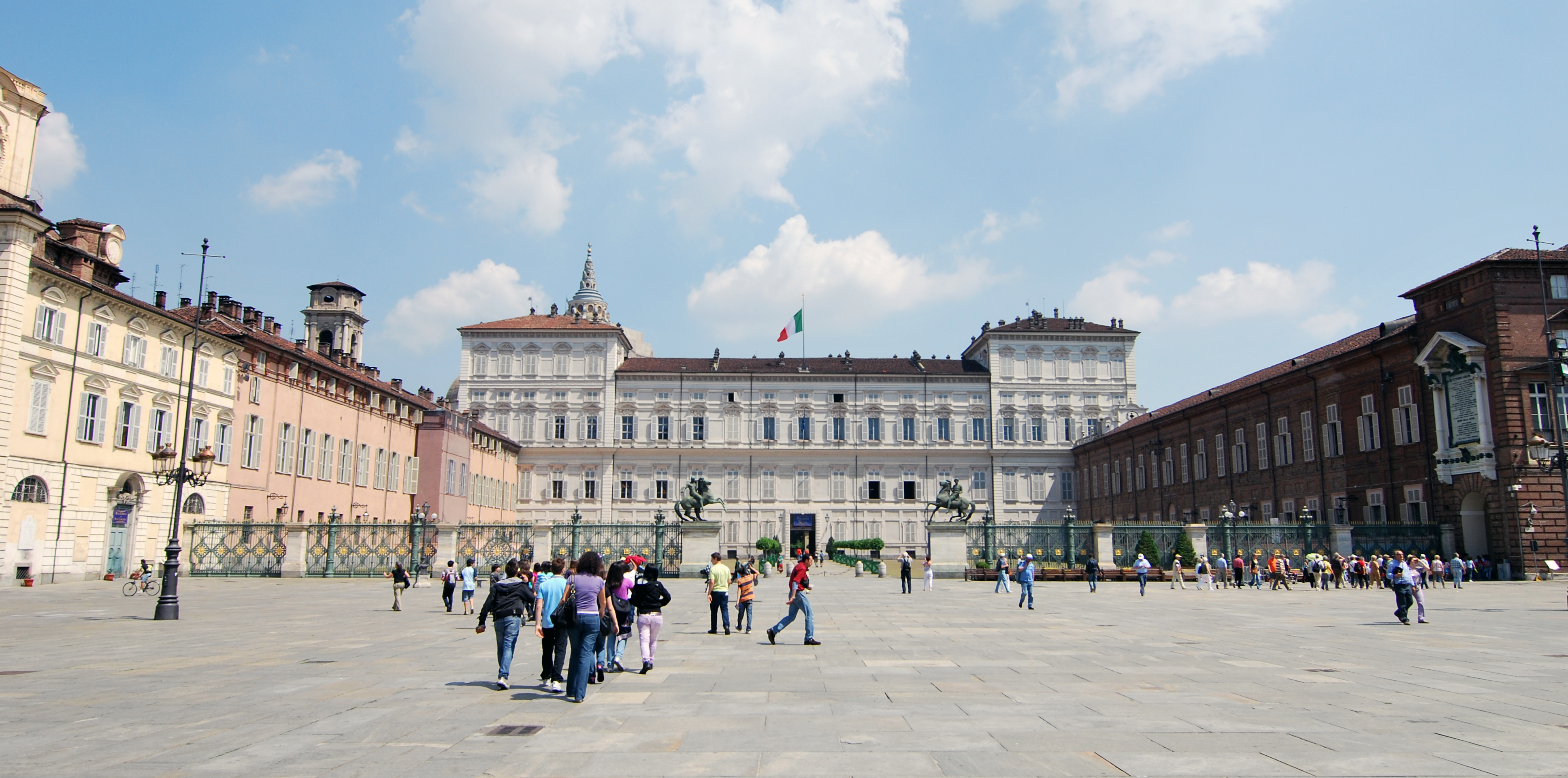
Facciata di Palazzo Reale

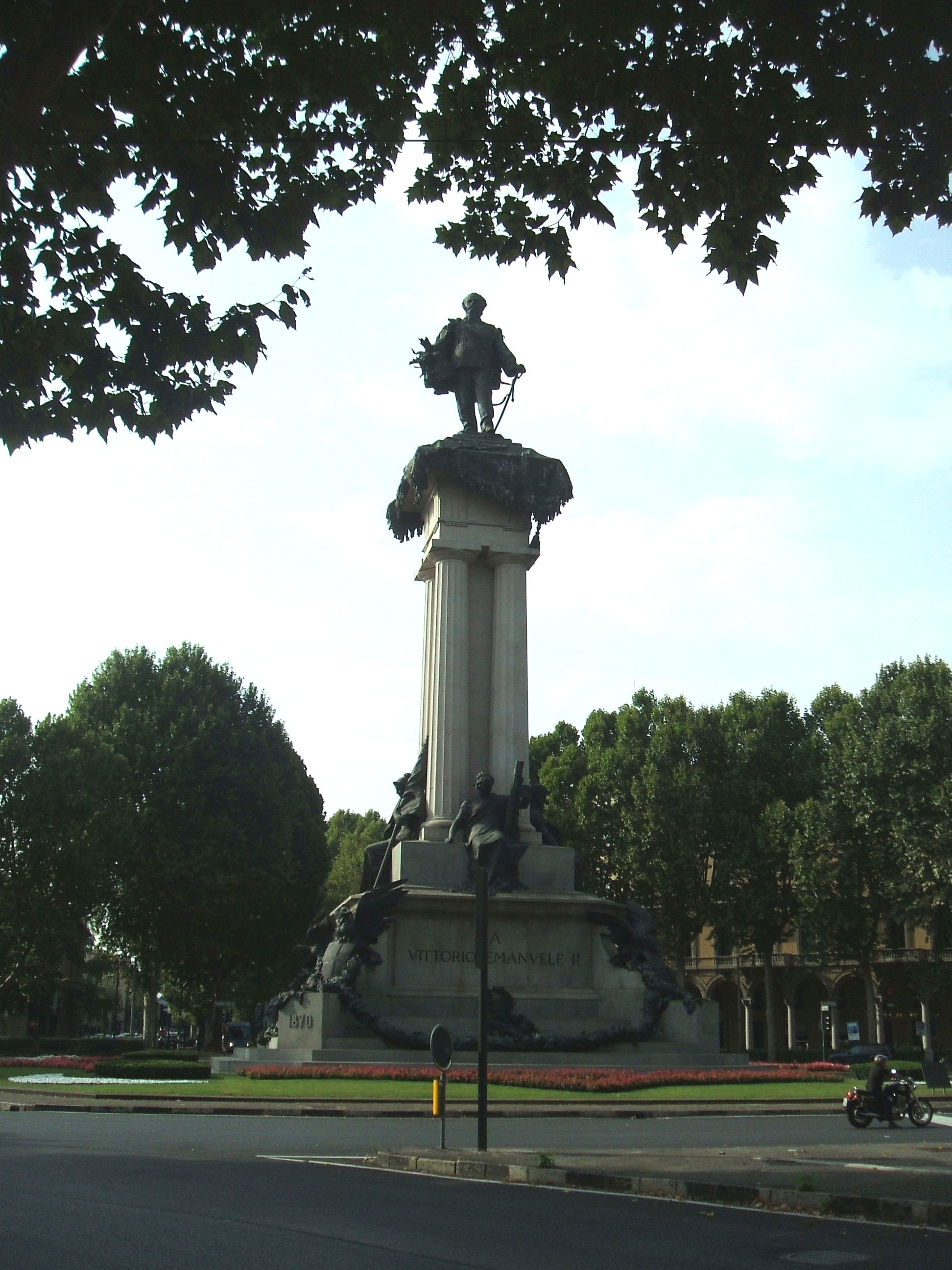
Il monumento a Vittorio Emanuele II, al centro del rondò

- Confini: Passante ferroviario, corso Regina Margherita, Corso San Maurizio, fiume Po, corso Vittorio Emanuele II.

Il nucleo della città medievale ricade interamente nel centro storico della città; le vie della zona sono tutte strette, molte di esse pedonali o a traffico limitato, e sono dedicate ad aspetti della vita di quel periodo storico: via delle Tre galline, via dei Mercanti, via Stampatori. Il centro topografico è piazza Castello, in cui è presente la parte residua della vecchia fortificazione cittadina (palazzo degli Acaja).

In epoca successiva Torino si espanse in direzione del Po e la via che dalla citata piazza Castello si dirige in leggera discesa verso il fiume fu a esso intitolata. Quando il Piemonte, la contea di Savoia e la contea di Nizza furono unite all'impero francese (1796-1814), via Po fu una delle rare strade a non cambiare nome durante la dominazione napoleonica, tradotta in rue Po, simile in lingua piemontese.

Torino è storicamente una città devota e questo si riflette nelle numerose intitolazioni toponomastiche ai santi, tra i quali San Carlo Borromeo, San Maurizio, San Massimo di Torino, San Giovanni Battista, Santa Chiara, San Francesco d'Assisi, San Francesco da Paola, San Domenico, Santa Teresa d'Avila, Santa Maria, Sant'Ottavio, Sant'Antonio da Padova, Sant'Agostino, San Tommaso apostolo, San Federico e l'ancorché beato Sebastiano Valfrè (in realtà quasi tutte le dediche sono dovute alla presenza delle rispettive chiese nelle stesse strade).

Nel quartiere centrale, frequentato dai reali Savoia, numerose sono le intitolazioni ai personaggi storici della dinastia sabauda. Vi sono due re d'Italia: Vittorio Emanuele II e Umberto I; la Regina Margherita;  oltre a quelli del Regno di Sardegna: Carlo Alberto, Carlo Felice, Vittorio Emanuele I, Vittorio Amedeo II, Carlo Emanuele II; principi e consorti: Eugenio, Amedeo, Oddone, Maria Vittoria, Maria Adelaide, Maria Teresa); il duca Emanuele Filiberto; il conte Umberto Biancamano (il capostipite), poi i discendenti conte Rosso e conte Verde.
Al Risorgimento le intitolazioni:
- date storiche: IV marzo (1848), concessione della Costituzione nota come Statuto Albertino; XX Settembre (1870) data dell'apertura della breccia di Porta Pia
- personaggi politici: Conte di Cavour, Giuseppe Garibaldi, Giuseppe Mazzini, Giuseppe Siccardi, Fratelli Cairoli, spedizione dei Mille, Pietro Paleocapa, Angelo Brofferio, Piero Gobetti.
- patrioti: i fratelli Carlo e Jacopo Ruffini
- generali: Eusebio Bava, Giuseppe Passalacqua, Ettore de Sonnaz, Ettore Perrone di San Martino.
- luoghi di battaglie vittoriose: San Martino, Solferino, Vinzaglio, Palestro, Confienza e Montebello, Cernaia, San Quintino (battaglia vittoriosa del duca Emanuele Filiberto di Savoia, che comandava l'esercito spagnolo, contro i francesi nel 1557).
- territori del regno di Sardegna, Savoia poi ceduta con i trattati internazionali
- il ramo Savoia-Carignano, regnante da Carlo Alberto ricordato con Piazza Carignano
- piazza dello Statuto, in ricordo dello Statuto Albertino
- Cesare Augusto, imperatore romano

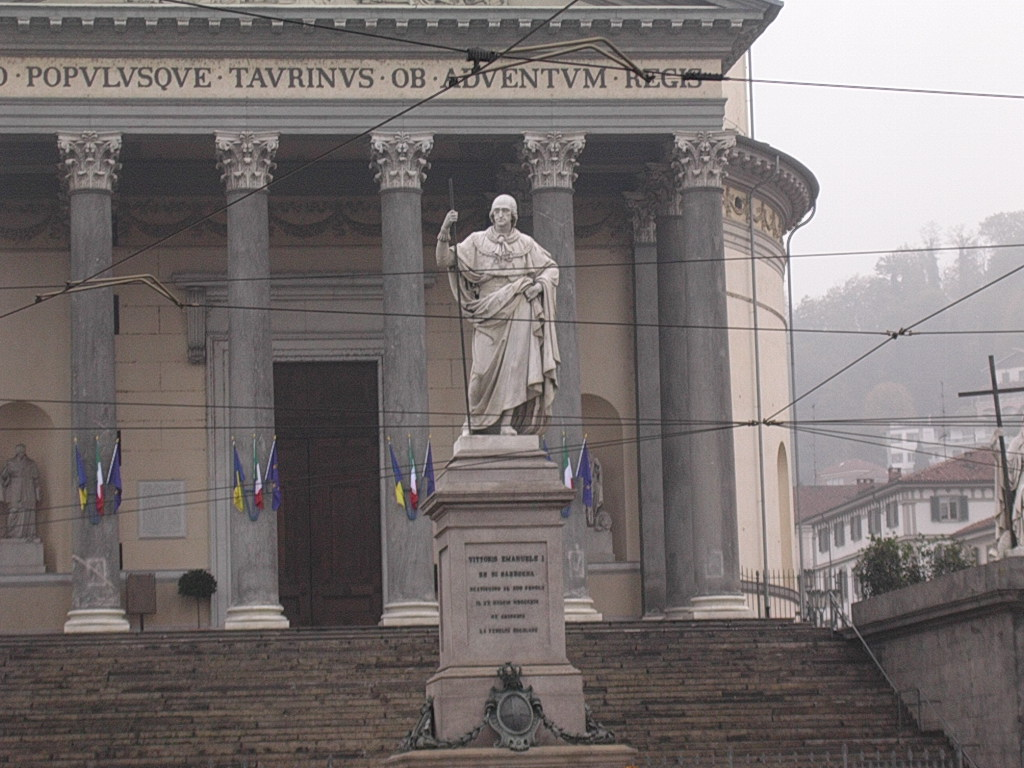
Vittorio Emanuele I di Savoia, ai piedi della gradinata della chiesa della Gran Madre di Dio

Personaggi nominati nelle vie del centro sono i musicisti Giuseppe Verdi, Giovanni Battista Viotti, Gioachino Rossini e Vincenzo Bellini, gli scrittori Alessandro Manzoni, Torquato Tasso e Vittorio Alfieri, i militari Raimondo Montecuccoli e Alessandro Papacino D'Antoni, lo scienziato Amedeo Avogadro, l'architetto Francesco Paciotto, il teologo Ottavio Assarotti, il grammatico francese Antonio Fabro e il ministro del regno d'Italia Giovanni Giolitti.
L'entusiasmo alla fine della prima guerra mondiale contagiò anche il comune torinese, così troviamo intitolazioni a Piave, Bolzano, Armando Diaz e Luigi Cadorna (i Generali si alternarono come Capo di Stato Maggiore), via Cesare Battisti (patriota), piazza Vincenzo Arbarello (caduto al fronte), via Paolo Thaon di Revel (ammiraglio comandante della flotta italiana), via Bligny (villaggio francese, dove si distinse il II Corpo d'armata italiano, comandato dal generale Alberico Albricci), piazza Vittorio Veneto, che ricorda la battaglia di Vittorio Veneto (e che sostituì la dicitura Vittorio Emanuele I, al cui re di Sardegna rimase il ponte sul Po, il monumento ai piedi della chiesa della Gran Madre di Dio e l'epigrafe sulla sommità della medesima ORDO POPULUSQUE TAURINUS OB ADVENTUM REGIS). I torinesi, abituati a chiamarla "piazza Vittorio", continuano a nominarla così.
Le intitolazioni dopo il 1946 sono:
- XVIII Dicembre, dedicata agli operai della strage di Torino del 1922
- Giacomo Matteotti, politico, ucciso nel 1924
- Antonio Gramsci, antifascista, morto in carcere nel 1937
- Don Giovanni Minzoni, sacerdote, caduto in un'imboscata di squadristi fascisti nel 1923
- dei Partigiani
- del I maggio
- C.L.N.
- della Repubblica
- Valdocco (rione dove nel Novecento vi era un importante scalo ferroviario)

Personaggi ricordati per il loro forte contributo locale:
- Pietro Micca, eroe nella battaglia del 1706 contro i francesi
- Sagliano Micca, luogo di nascita dell'eroe di cui sopra
- Galileo Ferraris, inventore elettrotecnico del XIX secolo.
- Andrea Doria, ammiraglio e uomo politico genovese
- Antonio Meucci, inventore
- Francesco Guicciardini, storico e uomo politico
- Filippo Juvarra, architetto della Real basilica di Superga, della facciata di Palazzo Madama e Casaforte degli Acaja, della Palazzina reale di caccia di Stupinigi
- Francesco Valeriano Dellala, architetto, progettista e artefice della formazione urbanistica della Torino di fine XVIII secolo
- Giuseppe Luigi Lagrange, matematico e astronomo, fu tra i co-fondatori dell'Accademia delle Scienze di Torino
- Antonio Bertola, architetto e ingegnere militare
- Giovanni Battista Beccaria, il fisico che introdusse in Italia il parafulmine
- Carlo Emanuele Boucheron, filologo e docente
- Giovanni Botero, gesuita e diplomatico
- Filippo Burzio, scrittore, storico, ingegnere, matematico
- Carlo Ludovico Allioni, medico, botanico e docente
- Luigi Giuseppe Barbaroux, ministro di Carlo Alberto
- Giovanni Battista Lorenzo Bogino, ministro di Carlo Emanuele III
- Giuseppe Pomba, tipografo ed editore
- Giovanni Vincenzo Virginio, agronomo che diffuse la coltivazione della patata in Piemonte
- Giovanni Plana, matematico e astronomo
- fratelli Calandra, (Edoardo Calandra e Davide Calandra), artisti

Precisazione: via Collegno si riferisce al politico e patriota Giacinto Provana di Collegno e non al comune.
Le istituzioni ricordate in questo quartiere sono via dell'Arsenale, via Arcivescovado, via dell'Accademia Albertina e via Accademia delle Scienze.
La piazza dove era situata anticamente la forca, all'incrocio con corso Valdocco, popolarmente viene chiamata Rondò 'dla forca (in lingua piemontese) ma in realtà il comune non gli ha mai assegnato alcun nome, è ivi presente un busto che raffigura San Giuseppe Cafasso, che conforta un condannato al patibolo.
Se il centro della città è considerato generalmente una zona prestigiosa dove vivere, le vie adiacenti a via Barbaroux sono state considerate per secoli «...luoghi disdicevoli per un gentiluomo» come si riferisce a queste zone la scrittrice del XIX secolo Carolina Invernizio. Infatti questa centralissima via ha versato per secoli in uno stato di forte degrado, diventando uno dei luoghi storici della malavita torinese. Fino agli anni 1980 capitava di imbattersi in qualche prostituta che, pazientemente, attendeva i clienti dinnanzi alla porta di casa.
Nella toponomastica della zona più antica della città esistono alcune piazzette ristrette e spesso nemmeno appaiono nelle mappe. L'incrocio fra via Barbaroux e Vicolo Santa Maria si chiama con il pomposo nome di "Piazzetta dell'Università dei maestri minusieri", ma in realtà si tratta di uno spazio di poche decine di metri quadri che comprende un unico numero civico. Striminzita anche la Piazzetta della Madonna degli Angeli, posta all'incrocio fra via Carlo Alberto e via Cavour, ove si affaccia l'omonima chiesa.

### San Salvario e Valentino

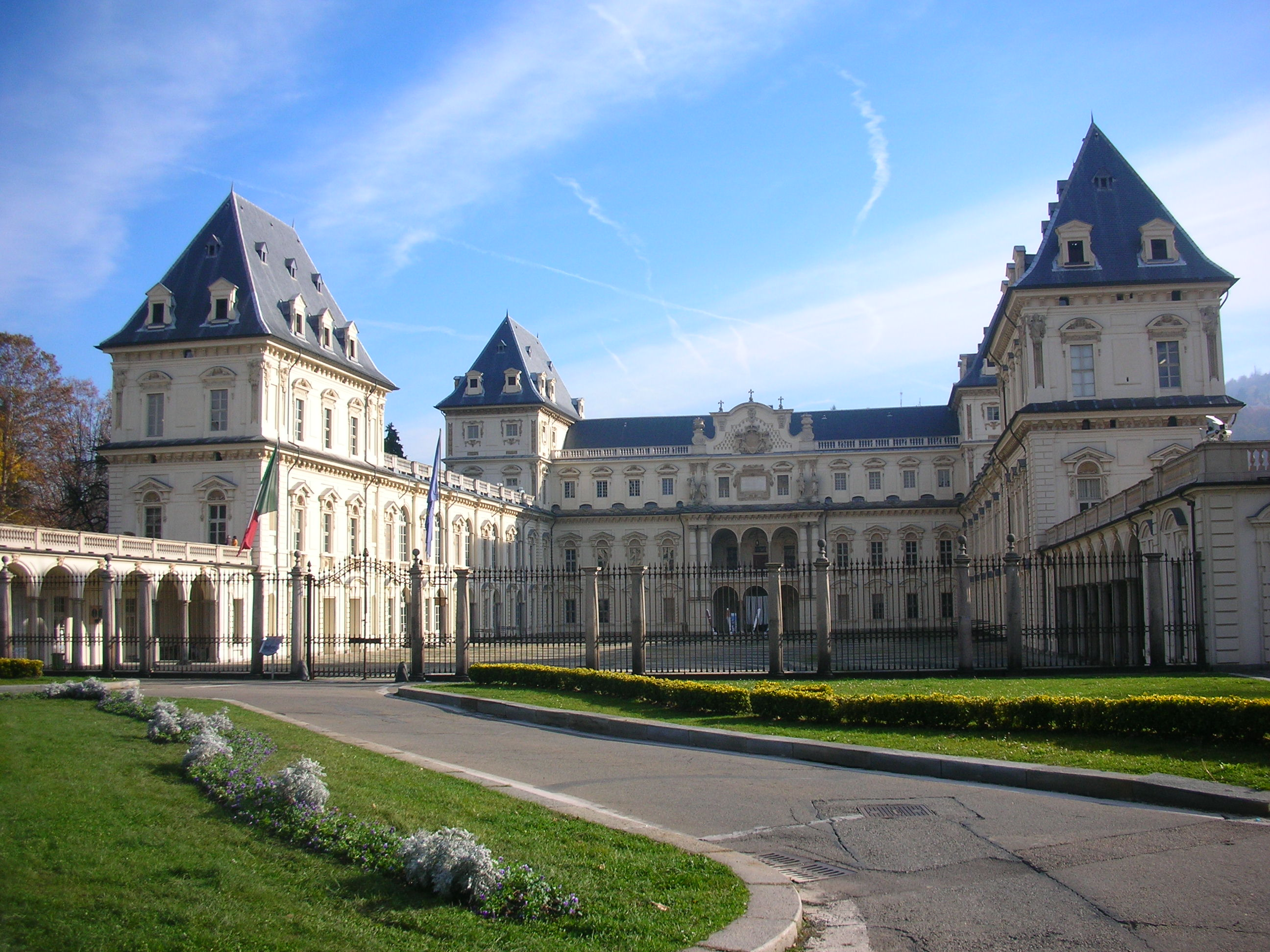
Il Castello del Valentino di fronte a corso Massimo D'Azeglio

- Confini: Passante ferroviario, corso Vittorio Emanuele II, fiume Po, corso Bramante.
- Localizzazione: a est della Crocetta.

Il quartiere possiede tre grandi arterie che da corso Vittorio Emanuele II si dirigono parallele verso sud:
- strada di Nizza, inizio della strada che portava a tale località, ceduta la contea di Nizza e la contea di Savoia alla Francia nel 1860 (dopo un discutibile plebiscito), per l'Unità d'Italia.
- via Madama Cristina, dedicata alla vedova del duca Vittorio Amedeo I di Savoia, reggente per 11 anni.
- corso Massimo d'Azeglio, uomo politico risorgimentale, primo ministro del regno di Sardegna prima del Conte di Cavour.

La maggior parte delle altre vie è dedicata ad artisti:
- scrittori: Silvio Pellico, Pietro Giuria, Giuseppe Giacosa, Francesco Petrarca, Vincenzo Monti, Ugo Foscolo, Dante Alighieri, Edmondo De Amicis, Virgilio
- pittori: Raffaello Sanzio, Michelangelo Buonarroti, Tiziano Vecellio, Giambattista Tiepolo, Bramante, Giotto, Leonardo da Vinci, Bernardino Galliari
- scultori: Antonio Canova, Benvenuto Cellini, Donatello, Carlo Marochetti
- scienziati: Galileo Galilei, Guglielmo Marconi, Tommaso Valperga di Caluso (esiste un'altra via nel nord città intitolata al comune di Caluso)
- musicisti: Gaetano Donizetti
- politici: Carlo Francesco Marchese Ormea
- ammiragli: Andrea Provana di Leinì
- militari: Francesco Azzi

Ci sono inoltre località risorgimentali (Goito), piemontesi (Saluzzo), santi (Anselmo d'Aosta, papa Pio V) e il principe Tommaso, figlio di Carlo Emanuele I di Savoia e capostipite del ramo dei Savoia-Carignano, il ricordo dei Martiri di Belfiore.
Recentemente è stata dedicata una piazzetta a Primo Levi, in via San Pio V.

### La Crocetta e San Secondo

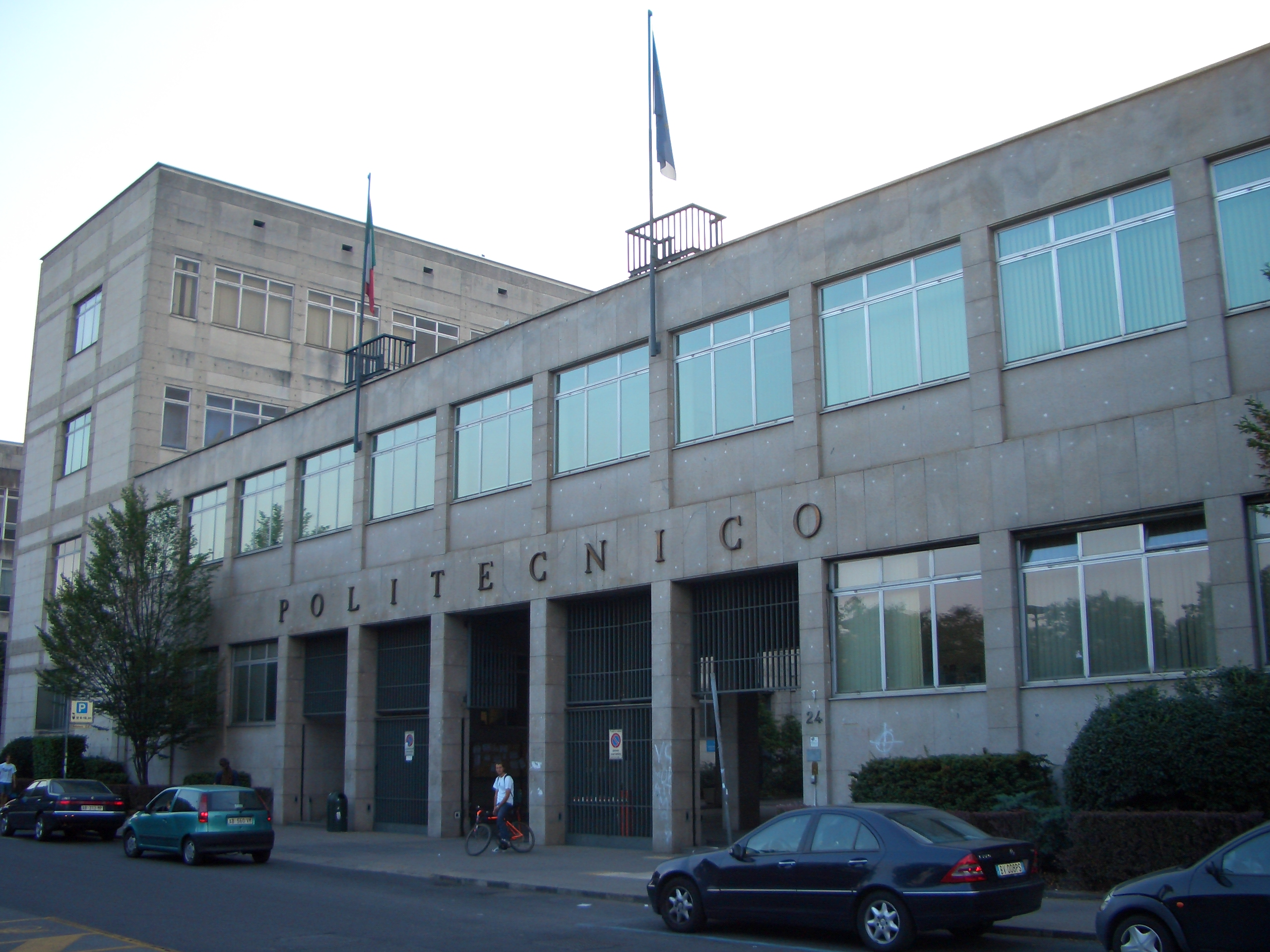
L'ingresso del Politecnico di Torino in corso Duca degli Abruzzi

- Confini: corso Vittorio Emanuele II, Passante ferroviario.
- Localizzazione: a sud e a ovest della zona del quadrilatero romano.

In uno dei quartieri più caratteristici della città, oltre ai già citati Galileo Ferraris, re Umberto I e ai mari Mediterraneo, Jonio ed Egeo, ci sono nei toponimi:
- presidenti della Repubblica: Enrico De Nicola, Luigi Einaudi
- personaggi della dinastia sabauda: Duca degli Abruzzi, Duca d'Aosta
- politici: fratelli Rosselli (Carlo Rosselli e Nello Rosselli), Filippo Turati, Alcide De Gasperi, Ottavio Thaon di Revel
- battaglie del risorgimento: Castelfidardo, Magenta, Legnano, Pastrengo,
- città acquisite dopo il 1918: Trento, Trieste
- esploratori: Giovanni da Verrazzano, Antonio Pigafetta, Ferdinando Magellano, Giacomo Bove, Sebastiano Caboto, Amerigo Vespucci, Cristoforo Colombo, Marco Polo

Sono i personaggi storici qui rappresentati: astronomi (Giovanni Cassini, Giuseppe Piazzi), fisici (Evangelista Torricelli), il ministro e diplomatico Vincenzo Gioberti, le medaglie d'oro Paolo Sacchi e Carlo Giordana, il filosofo Giovan Battista Vico e lo scultore Vincenzo Vela.
Precisazione: la via Bricherasio non è dedicata al comune omonimo ma al militare Giovanni Battista Bricherasio.
Sino agli anni 1950 era presente corso Duca di Genova, Ferdinando di Savoia-Genova fratello del re Vittorio Emanuele II, ora corso Stati Uniti. Stupisce ancora oggi che la città sabauda abbia dedicato una via al generale Andrea Massena, nizzardo, nato suddito sabaudo ma passato al nemico d'oltralpe, che fu autore di razzie e rovine in Piemonte (la piazza centrale di Nizza porta il suo nome). L'unico motivo per la dedica fu forse il fatto che la via venne aperta nel 1853.
Dei tre ingegneri che progettarono il traforo ferroviario del Frejus in questo quartiere si ricorda Germano Sommeiller, mentre Severino Grattoni e Sebastiano Grandis hanno vie minori vicino a Corso San Martino.
Altre dediche sono ai fratelli Carle (Giuseppe Carle senatore del regno d'Italia e Antonio Carle primario dell'ospedale Mauriziano, la via parte appunto dall'ospedale Mauriziano) e via Assietta, in ricordo della battaglia dell'Assietta, il colle dove si svolse l'evento nel 1747. Recentemente è stata intitolata una piazza al generale Carlo Alberto dalla Chiesa.

### San Paolo, rione Lancia e borgata Polo Nord

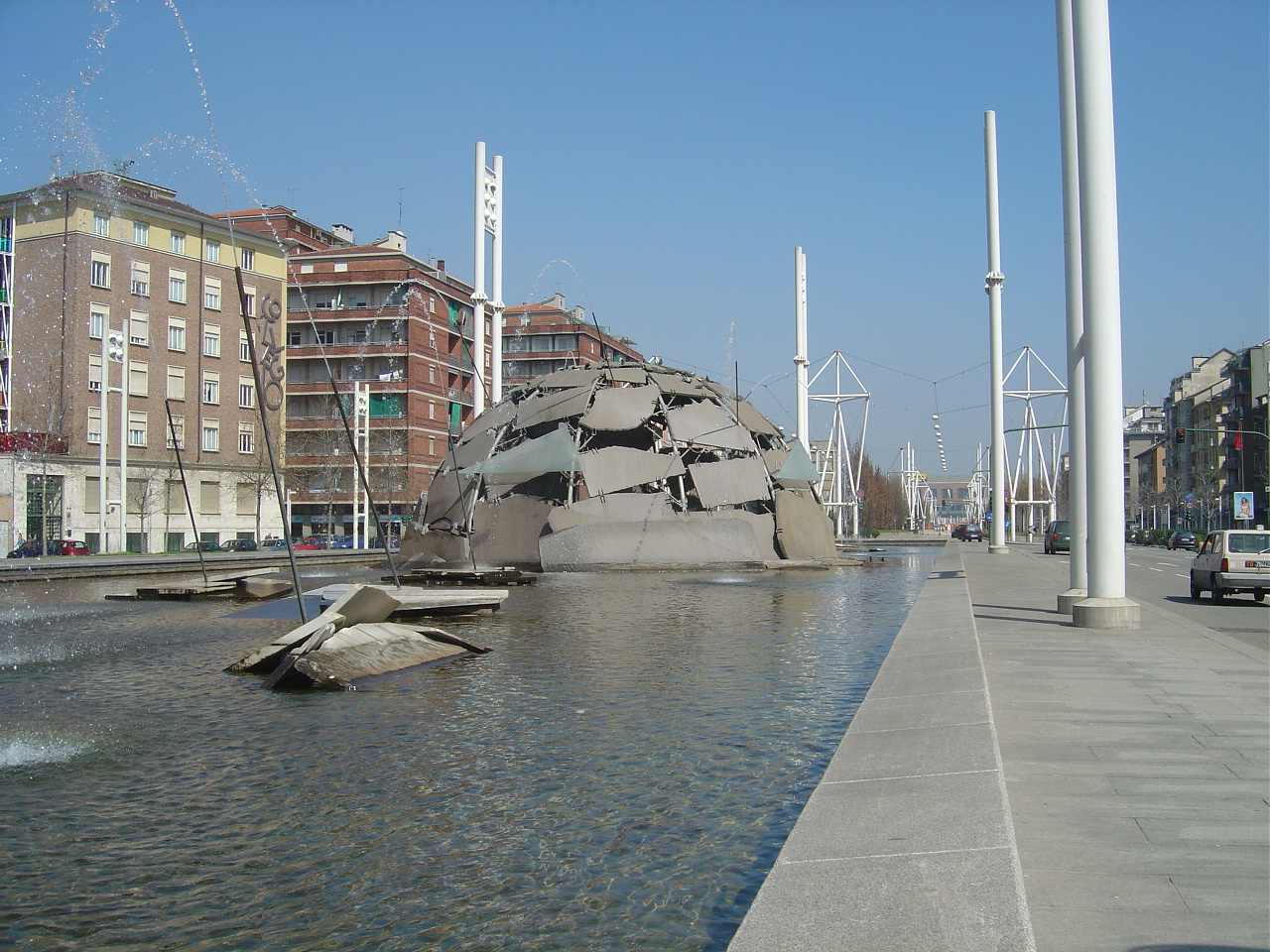
L'Igloo di Mario Merz, all'incrocio con corso Francesco Ferrucci

- Confini: corso Peschiera, ferrovia Torino-Bardonecchia, corso Trapani.
- Localizzazione: a ovest de La Crocetta e San Secondo.

Oltre alle già citate strade dedicate al mare Adriatico, ai fratelli Rosselli (Carlo Rosselli e Nello Rosselli), a Trapani, in questo quartiere sono citate molte località piemontesi (Genola, Issiglio, Caraglio, Cumiana, Racconigi, Volvera, Villarbasse, Osasco, Airasca, Rivalta, Lurisia, Bagnasco), ma vi sono anche località come Modane, Lione, Monginevro e Moncenisio, zone o località acquistate dopo il 1918 (e perse nel 1947) come Carso, Isonzo, Tolmino e Lussinpiccolo, la città dalmata Spalato, l'isola di Malta, la località risorgimentale di Peschiera, la montagna carsica Sabotino e la Marmolada, mentre la dedica in questo quartiere a Rio de Janeiro appare fuori posto.
Rarissimi i personaggi storici: citiamo lo scrittore Gabriele D'Annunzio, Vincenzo Lancia (pioniere dell'automobile), Paolo Braccini (membro del C.L.N. piemontese, fucilato nel 1944), Rodolfo Renier (letterato e filologo) e il generale Carlo di Robilant, militare e diplomatico.

### Cenisia eCit Turin

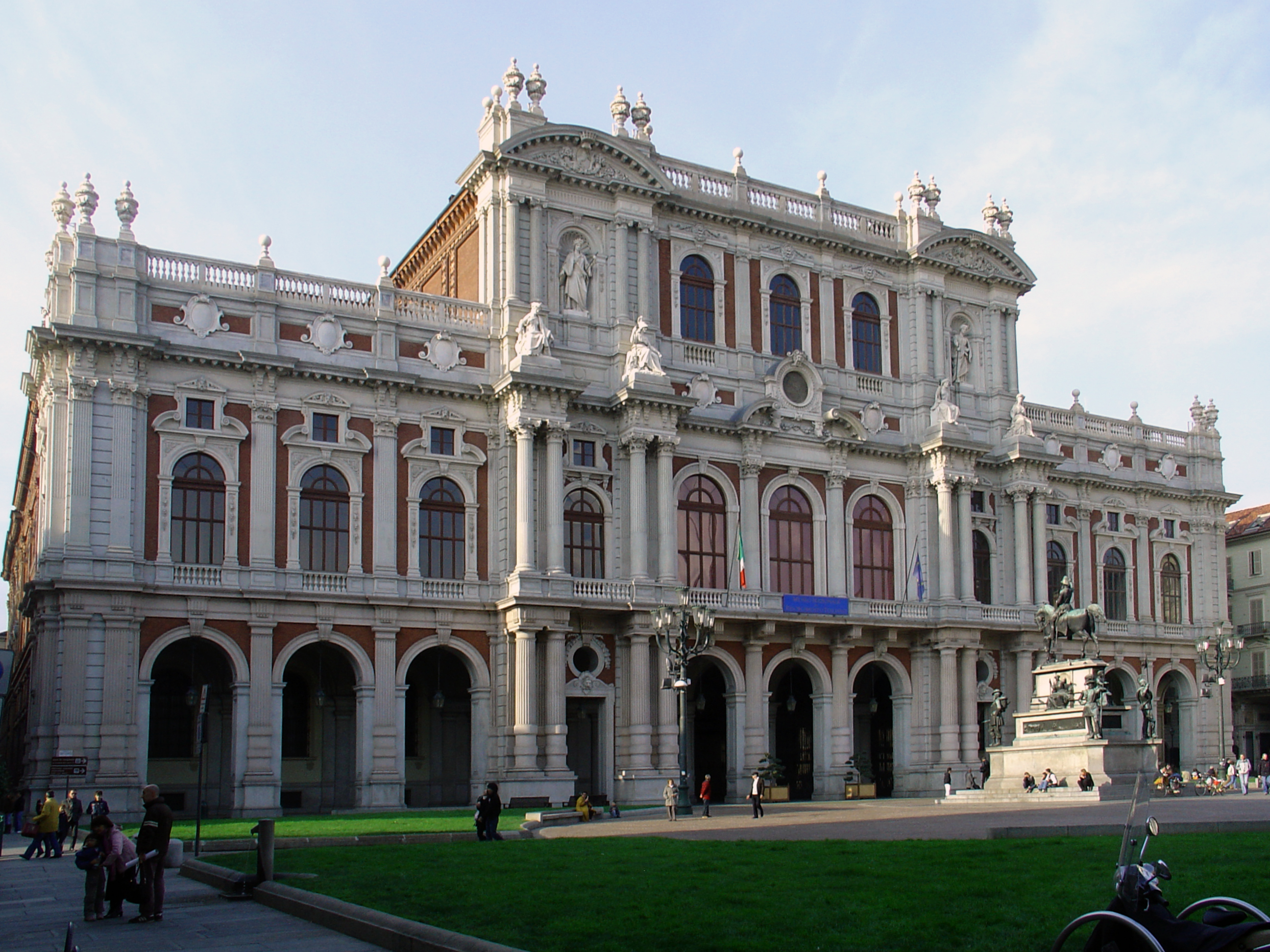
Facciata di Palazzo Carignano

- Confini: corso Peschiera, corso fratelli Rosselli, corso Trapani.
- Localizzazione: a nord di Borgata San Paolo.

Il quartiere è caratterizzato dalla presenza di numerosi edifici in stile liberty torinese.
In questo quartiere le località piemontesi sono molto rappresentate (in particolare località della Valle di Susa): Bardonecchia, Bussoleno, Susa, Avigliana, Rivoli, Alpignano, Cesana, Caprie, Chianocco, Revello, Vigone, Crissolo, Moretta, Valdieri, Barge. Inoltre le vallate alpine: Val Cenischia e Val Germanasca e la montagna Fréjus.
Oltre alle già citate strade intitolate a Vittorio Emanuele II e alle città di Racconigi, Peschiera e Trapani, fra i personaggi storici, troviamo:
- militari: Enrico Cialdini, Giovanni Cavalli
- uomini risorgimentali: i fratelli Bandiera (Attilio Bandiera ed Emilio Bandiera), Nino Bixio, Ciro Menotti
- diplomatici: Bernardino Drovetti, inviato in Egitto da Napoleone Bonaparte come console francese, raccolse numerosi reperti, che acquistati dal re Carlo Felice, nel 1824 finirono al Museo Egizio di Torino
- casata Savoia: la duchessa Jolanda, moglie del duca Amedeo IX di Savoia e il ramo dei Savoia-Acaja
- giornalisti: Pier Carlo Boggio, morto nella battaglia di Lissa del 1866
- condottieri: Francesco Ferrucci
- pittori: Claudio Francesco Beaumont, Giuseppe Pietro Bagetti
- scultori: Giovan Lorenzo Bernini
- fisici: l'abate Antonio Vassalli Eandi
- partigiani: Dante Di Nanni
- imperatori romani: Adriano

In tempi recenti una parte di via Pier Carlo Boggio è diventata via Paolo Borsellino e una parte di via Principi d'Acaja è diventata via Giovanni Falcone (non a caso entrambe si trovano nei pressi del nuovo Palazzo di Giustizia).
I giardini Luigi Martini sono noti al popolo, erroneamente, come "Piazza Benefica".

### Campidoglio e San Donato

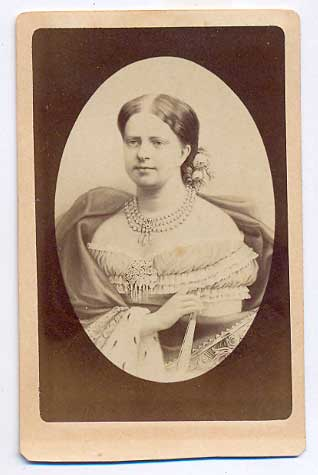
La principessa Clotilde di Savoia alla quale è intitolata una via

- Confini: corso Lecce, corso Potenza, via Nole, fiume Dora Riparia, corso Mortara, passante ferroviario.
- Localizzazione: a nord di Borgata Cenisia.

Oltre alle già citate vie dedicate alle città di Potenza e Lecce, ad Appio Claudio, ai nobili Regina Margherita e principe Oddone, a parte alcune strade che hanno dediche solitarie: Alessandro Tassoni, un poeta e letterato, corso Svizzera e corso Umbria, piazza generale Giuseppe Perotti le altre sono prevalentemente quelle di località. Nella zona a ovest di corso Tassoni sono presenti località piemontesi (Rosta, Rivara, Brione, Carisio, Balme, Roasio, Saluggia, Fiano, Busano, Ceres e Corio) e alcune cime montane (Levanna, Rocciamelone e Moncenisio), mentre a est di corso Tassoni le dediche riguardano personaggi storici: Luigi Cibrario e Pier Dionigi Pinelli, ministri risorgimentali, la principessa Clotilde (primogenita di Vittorio Emanuele II), Pietro Piffetti, ebanista alla corte dei Savoia, Stefano Clemente, scultore del legno, Giuseppe Maria Talucchi, architetto neoclassico, Gaspare Saccarelli, sacerdote, lo scrittore Policarpo Petrocchi, Giuseppe Francesco Médail, funzionario doganale di Bardonecchia e poi impresario, primo e tenace ideatore del Traforo ferroviario del Frejus, Luigi Galvani (studioso e fisico).
 A nord di corso Regina Margherita troviamo invece molte città italiane come Sondrio, Belluno, Arezzo, Avellino, Vicenza, Aquila (senza l'articolo), Bari, Livorno, Macerata, Treviso e Caserta.
Una particolarità: la via Ascoli è intitolata al linguista Graziadio Isaia Ascoli e non alla città omonima.
Vi sono anche via San Donato (che ha dato nome al quartiere), questa nomenclatura per via di un'antica chiesa a lui dedicata, e via San Giovanni Bosco, il santo dei giovani. La sua via continua dopo corso Principe Oddone con la via in onore al Santuario di Maria Ausiliatrice dove sono conservati i resti del santo.
Dediche ad Amedeo Peyron: la via ricorda  Amedeo Peyron, filologo e orientalista, vissuto a cavallo tra Settecento e Ottocento, mentre la piazza onora Amedeo Peyron, sindaco della città e fautore di "Italia '61".

### Aurora, rione Valdocco e Borgo Dora

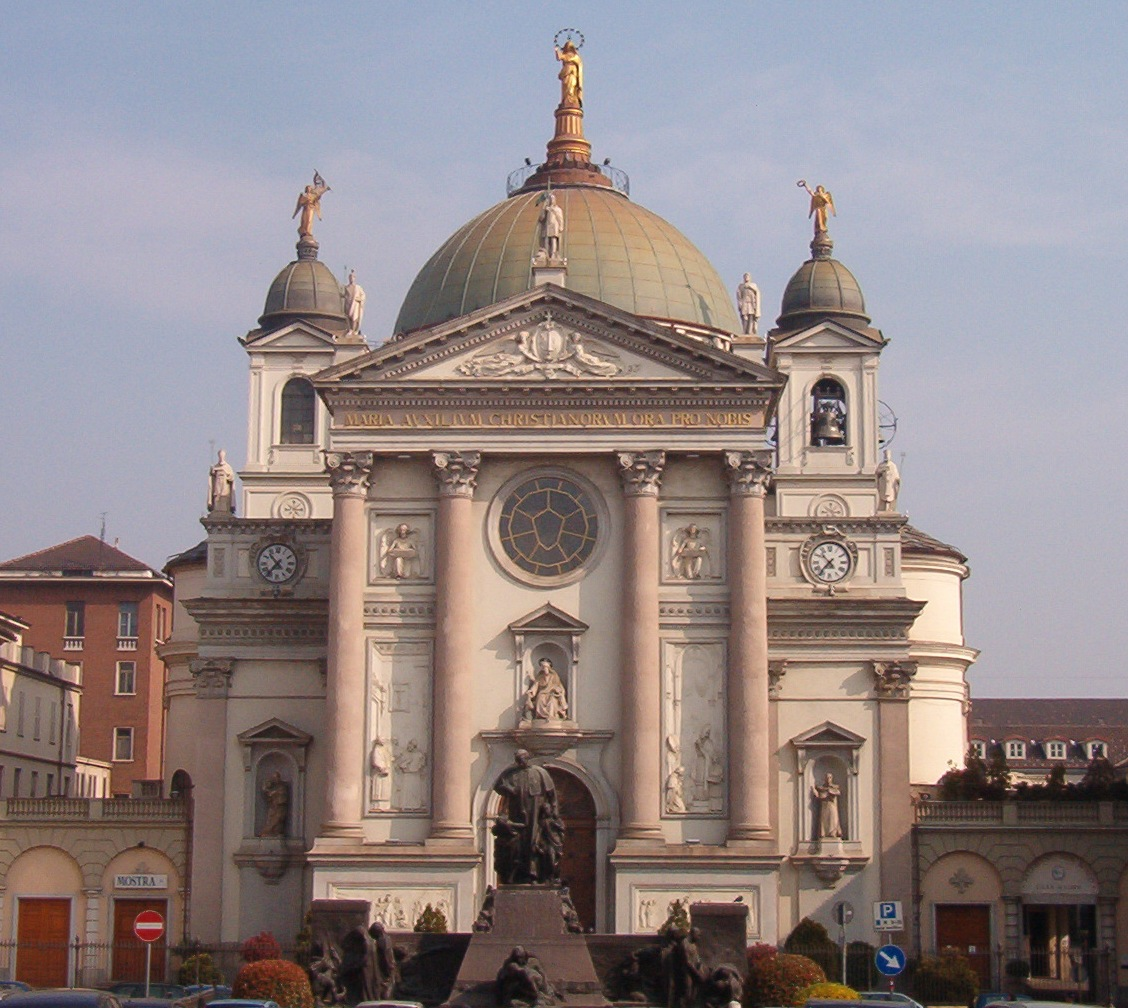
Santuario di Maria Ausiliatrice di fronte alla piazza omonima

- Confini: Ferrovia Torino-Milano, corso Vigevano, corso Novara, fiume Dora Riparia, corso Regina Margherita.
- Localizzazione: a nord del quartiere Centro.

Oltre alle già citate strade dedicate ai nobili principe Oddone e regina Margherita e alle città Vigevano, Novara, Vercelli, Napoli, Agrigento, Firenze e Savona (le ultime quattro come lungo Dora) troviamo in maggioranza località italiane suddivise in:
- piemontesi: Biella, Masserano, Cirié, Robassomero, Beinasco, Piossasco, Cuneo, Giaveno, Dogliani, Mondovì, Pinerolo, Bra, Carmagnola, Chivasso, Novi, Alessandria, Rivarolo, più Aosta (città piemontese dal 1927 al 1945).
- altre italiane: Brindisi, Ravenna, Sassari, Pesaro, Urbino, Rovigo, Pavia, Bergamo, Monza, Varese, Cremona, Como, Palermo, Brescia, Bologna, Padova, Ancona, Perugia, Amalfi, Foggia, Teramo, Messina, Catania, Cagliari, Pisa, Parma, Modena, Mantova, Reggio e Verona. Per Reggio si può intendere sia Reggio Calabria sia Reggio nell'Emilia e non a caso la strada incrocia sia le vie Parma e Modena sia le vie Messina e Catania.
- regioni italiane: l'Emilia.

Una particolarità: la via Modena da non confondere con un'intitolazione a Gustavo Modena a cui va citata una piazza.
Dei pochi personaggi citiamo: il generale Antonio Baldissera, l'esploratore Antonio Cecchi, l'ammiraglio Simone Pacoret De Saint-Bon, il santo Giuseppe Benedetto Cottolengo, l'inventore dell'industria conserviera Francesco Cirio, l'archiatra e rettore dell'Università Giovanni Francesco Fiocchetto, che si prodigò durante l'epidemia di peste del 1630, il banchiere caritatevole Vittorio Andreis, il docente e medico Giovanni Francesco Cigna, il poeta Goffredo Mameli e il primo console romano Gaio Giulio Cesare, che soggiornò e transitò in città dal 58 al 50 a.C.
Ricordiamo inoltre alcune strade che considerano zone o strutture presenti nel quartiere, come strada del Fortino (per via della torretta del Fortino su via Cigna), strada delle ghiacciaie, via Borgo Dora (a ridosso del torrente Dora Riparia) e il Regio Parco (grande zona verde ideata da Emanuele Filiberto poi occupata in parte dal Cimitero monumentale di Torino).
Piazza Borgo Dora è universalmente nota come Balon (si legge "balun", pallone in lingua piemontese), nome ereditato dalla presenza, nel passato, della sede del campo di Pallapugno. Il "mercatino delle pulci" e dell'antiquariato che vi si svolge ogni sabato mattina e, in versione ingrandita, la seconda domenica del mese, ha lo stesso nome. 
Corso XI Febbraio, dedicato al giorno del 1929 in cui furono sottoscritti i patti Lateranensi, è il proseguimento di via XX settembre (1870) quando, con la presa di Porta Pia, iniziò la disputa con la Chiesa (cioè l'occupazione della città pontificia) che si concluse l'11 febbraio 1929.

### Vanchiglia e Vanchiglietta

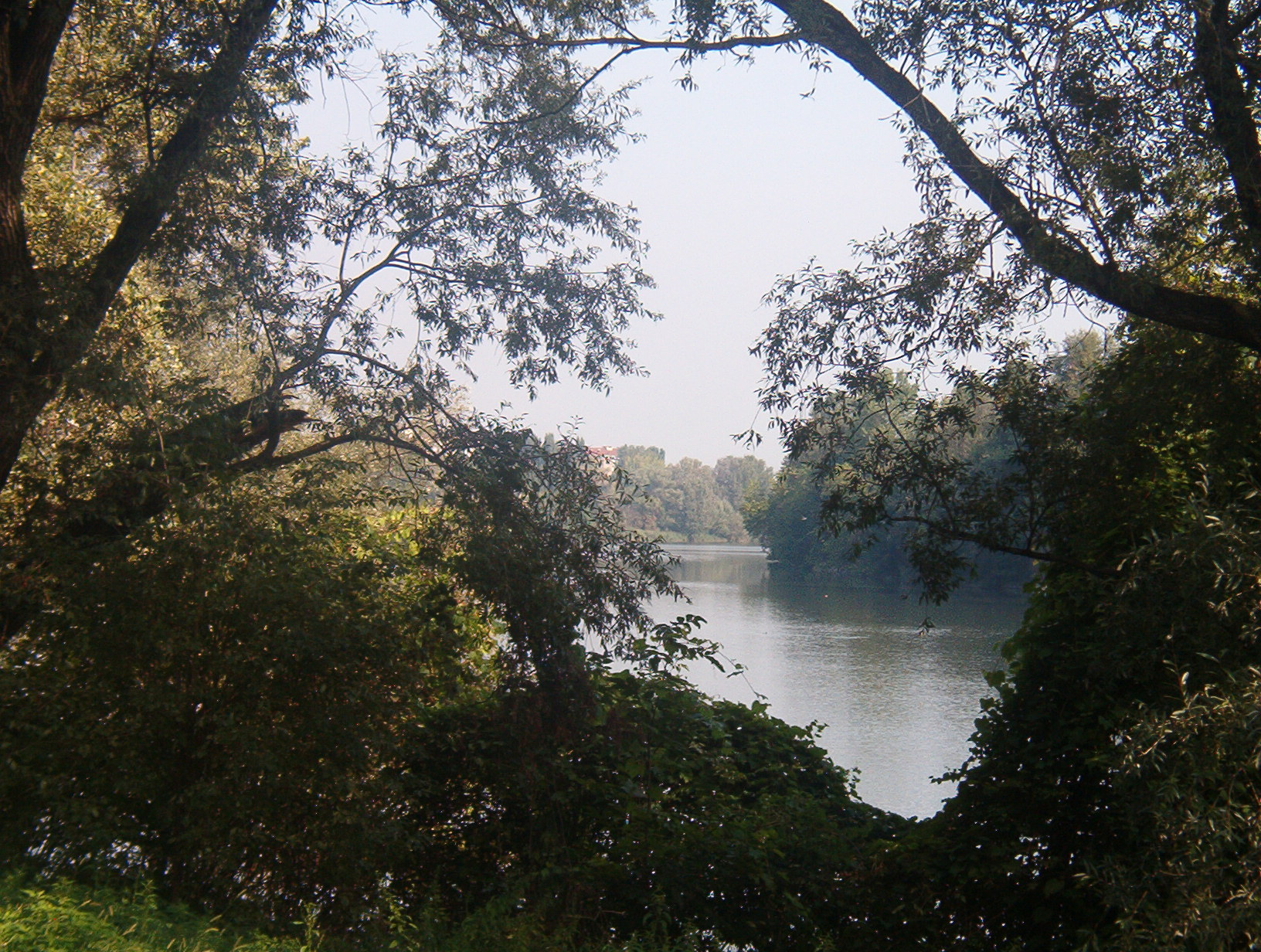
Il fiume Po visto dal parco Pietro Colletta

- Confini: corso San Maurizio, fiume Po, Cimitero monumentale di Torino, fiume Dora Riparia, corso Regio Parco.
- Localizzazione: a est di Borgo Aurora-Rossini e a sud del Regio Parco.

Oltre alle strade dedicate alla regina Margherita, a san Maurizio e sant'Ottavio, al compositore Rossini e alle città di Tortona, Siena e Voghera, troviamo vie dedicate a personaggi storici:
- i ponti sulla Dora sono dedicati a Rossini, ai duchi di Savoia Emanuele Filiberto e Carlo Emanuele I e al primo presidente statunitense George Washington (riportato con il nome italianizzato in Giorgio).
- molte strade intorno al cimitero monumentale portano il nome di poeti e letterati (Giacomo Zanella, Ippolito Pindemonte, Alfonso Varano, Nievo, Poliziano, Carcano e Ravina).
- i lungo Po sono dedicati a Niccolò Machiavelli, politico e scrittore, e all'architetto Alessandro Antonelli, ideatore della Mole Antonelliana, che da lui prende il nome.
- molti anche i politici risorgimentali: Niccolò Tommaseo, Cesare Balbo, Riccardo Sineo, Luigi Carlo Farini, Ricasoli, Manin.
- lo storico e letterato Gian Francesco Galeani Napione
- il paesaggista Antonio Fontanesi
- i generali Eusebio Bava e Pietro Colletta
- il bersagliere caduto nel 1916 Enrico Toti
- il benemerito Michele Buniva e la marchesa Giulia di Barolo.

La maggior parte delle vie dedicate a località ci porta nel Piemonte settentrionale (Oropa, Varallo, Mongrando, Lessolo, Andorno, Gattinara, Fiorano, Cigliano, Pallanza, Verbano, da intendersi nome del lago Maggiore), ma sono presenti anche altre due città italiane (Chieti e Benevento), due zone dell'Italia (Brianza e Cadore), la località friulana di Oslavia e lo stato del Belgio.

### Barriera di Nizza e borgo Millefonti

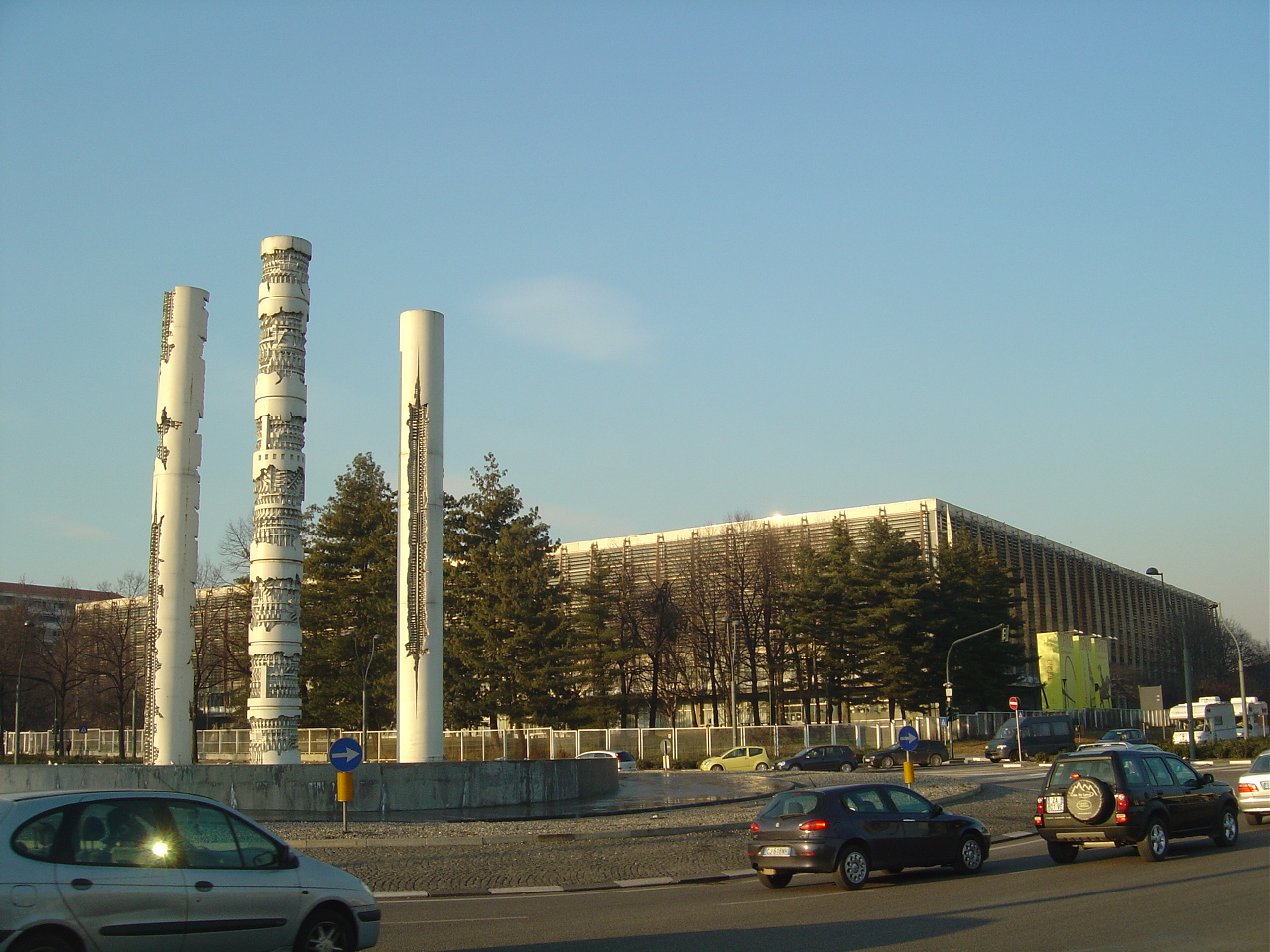
Incrocio di corso Piero Maroncelli con vista sul Palazzo del Lavoro

- Confini: corso Bramante, fiume Po, torrente Sangone, confine comunale con Moncalieri e Nichelino, ferrovia Torino-Genova.
- Localizzazione: a sud del borgo San Salvario-Valentino.

Il quartiere trae metà del nome dalla vecchia barriera doganale posta sull'ingresso della strada proveniente da Nizza; il fatto che questa città si trovi sul mare ha fornito lo spunto al comune per dedicare numerose altre strade a località costiere liguri (Genova, Ventimiglia, Spezia [senza articolo], Alassio, Spotorno, Varazze, Lavagna, Finalmarina, Vado). Inoltre, le altre località presenti sono tutte situate a sud di Torino e fanno parte dell'ex regno di Sardegna come Busca, Cherasco, Demonte, Broni, Santena, Tenda (ceduta alla Francia assieme ad altri territori nel 1947), Garessio, Narzole, Cortemilia, Valenza, Caramagna, Farigliano, Alba, Frabosa, Sommariva, Canelli, Vinovo, Trofarello, Felizzano, Beinette, Rocca de' Baldi, Garzigliana e Testona (frazione di Moncalieri). Sono presenti anche alcuni fiumi delle valli piemontesi (Chisola, Varaita, Ellero).
Su corso Unità d'Italia ovviamente si tennero le manifestazioni di Italia '61, inoltre vi è una dedica alle "vittime bianche": corso Caduti sul Lavoro.
La piazza Bengasi, al confine con Moncalieri (seguendo la regola già citata), è dedicata alla città libica.
Nel quartiere sono presenti ben quattro ospedali e non a caso alcune strade portano il nome di benemeriti medici o docenti (Dogliotti, Bozzolo, Bizzozero, Sperino, Giacomini, Baiardi, Reymond, Richelmy), ma troviamo anche eroi di guerra come Zuretti, Filzi e Pettinati, Biglieri, partigiano fucilato nel 1944, e il patriota appartenente alla carboneria Piero Maroncelli.

### Lingotto, borgo Filadelfia

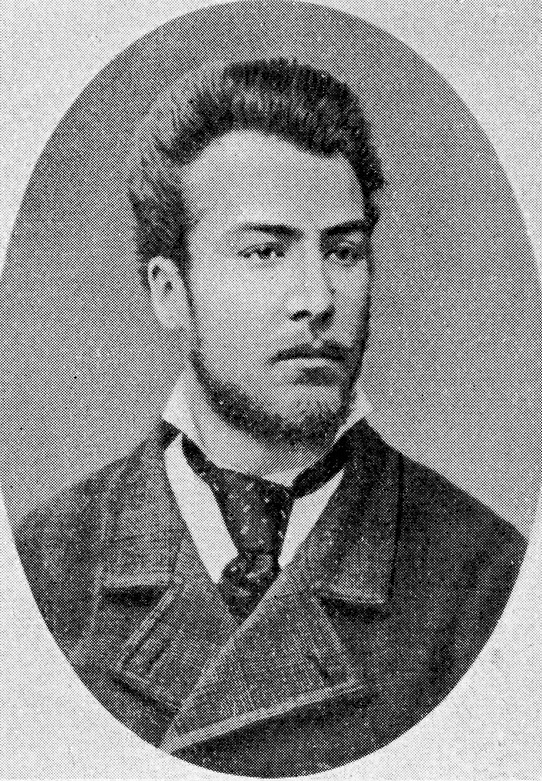
Il patriota Guglielmo Oberdan è ricordato nel quartiere Lingotto con una via

- Confini: via Onorato Vigliani, piazza Caio Mario, corso Unione Sovietica, corso Turati, ferrovia Torino-Genova.
- Localizzazione: a ovest della borgata Millefonti-Nizza.

Oltre alle già citate strade dedicate all'Unione Sovietica e al Bramante, in questo quartiere troviamo dediche in pari numero sia a personaggi storici che a località.
Personaggi:
- dalla Roma antica: l'imperatore Traiano, il democratico Gaio Mario, lo scrittore Caio Plinio
- pittori: Guala, Carlo Bossoli, Olivero, Spazzapan
- filosofi: Erasmo da Rotterdam, Zino Zini, Antonio Labriola, Giordano Bruno, Arnaldo da Brescia
- i partigiani: Giambone, Duccio Galimberti, Arduino, Vian, Ada Marchesini Gobetti
- l'irredentista triestino Guglielmo Oberdan
- il patriota Pasquale Paoli
- i medici Forlanini, Ottorino Uffreduzzi, Ferdinando Micheli
- gli orientalisti Flecchia e Michele Kerbaker
- gli archeologi Spano e Luigi Palma di Cesnola (che fu anche ufficiale dell'esercito sardo)
- il senatore Paolo Onorato Vigliani
- il papa Pio VII, l'antagonista di Napoleone che transitò a Torino nel 1804 e 1805.

Località:
- piemontesi: Nichelino, Cercenasco, Piobesi, Poirino, La Loggia
- liguri: Camogli, Albisola, Taggia
- legate al primo conflitto mondiale: Duino, Tonale, Sette comuni, monte Pasubio, Passo Buole, Battaglia del Podgora, monte Corno
- della Guerra di Crimea: Sebastopoli
- città d'oltreoceano: Buenos Aires, Asuncion, Rosario Santa Fé, Montevideo, Filadelfia, Boston
- l'isola della Corsica

### Santa Rita e città Giardino

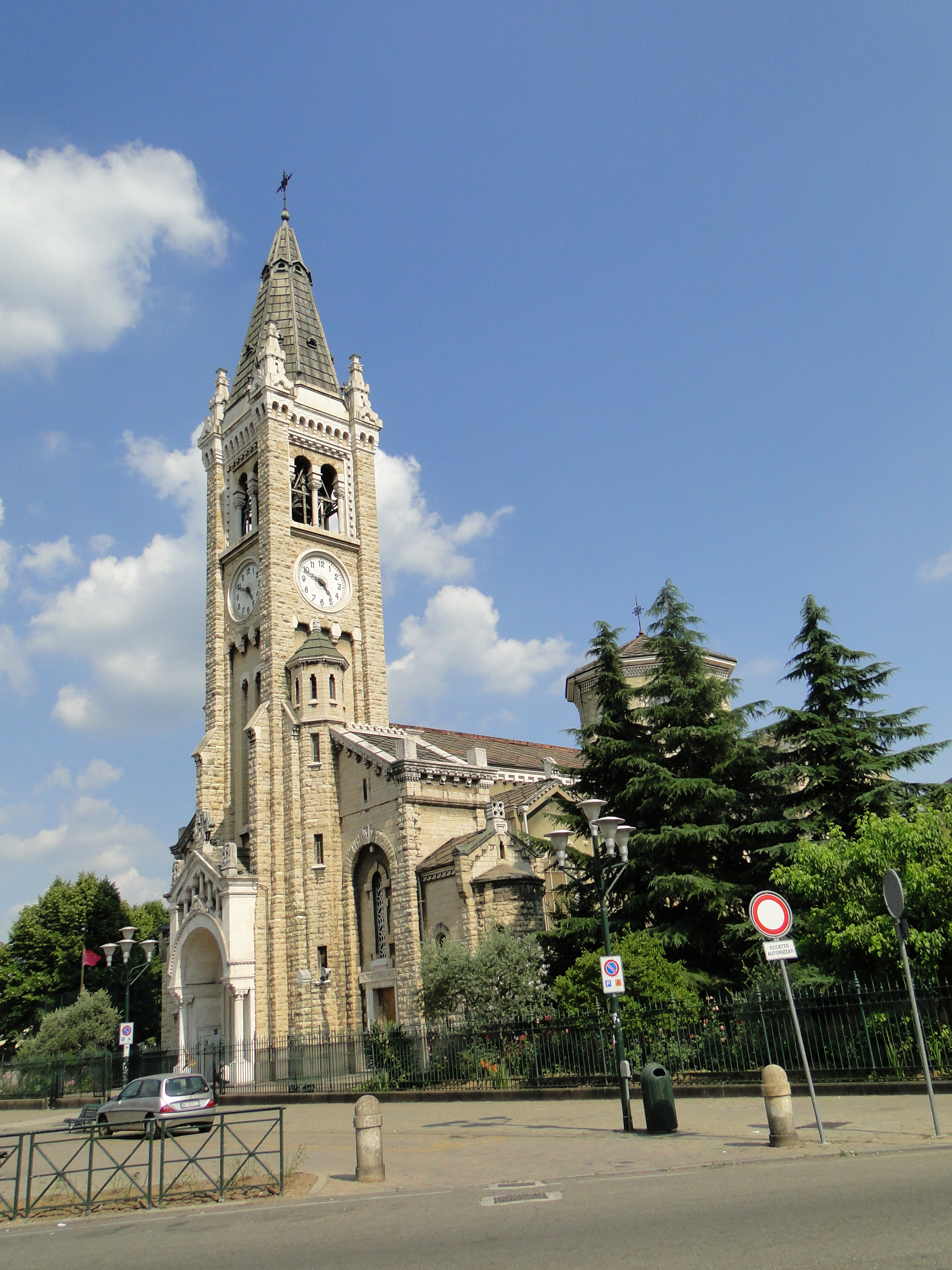
La chiesa di Santa Rita da Cascia sulla piazza omonima

- Confini: corso Siracusa, ferrovia Torino-Bardonecchia, strada vicinale del Portone, corso Enrico Tazzoli, corso Unione Sovietica, corso Cosenza.
- Localizzazione: a sud di borgata San Paolo.

Nel quartiere dedicato a Santa Rita da Cascia, nella cui piazza è presente il santuario a lei dedicato, vi è il predominio di località così suddivise:
- località che ricordano due guerre mondiali: Bainsizza, Bassano, Castagnevizza, Cherso, Gorizia, Gradisca, Monfalcone, Rovereto, Osoppo (riferendosi a un episodio del 1848) e Monte Lungo (in riferimento alla prima vittoria alleata del 1943).
- isole italiane: Caprera ed Elba.
- località del Piemonte: Bene Vagienna, Bistagno, Graglia, Lagnasco, Lesegno, Mombarcaro, Mombasiglio, Monesiglio, Montezemolo, Orbassano, Piscina, Ricaldone, Saliceto e Ticineto.
- altre località italiane: Barletta, Cosenza, Gallarate, Matera, Pordenone, San Marino e Siracusa, Tirreno
- località americane: Baltimora, Filadelfia, Boston, Buenos Aires e Lima.
- altre località dell'est: Lepanto, Sebastopoli, Unione Sovietica.

Ancora in riferimento alla stessa guerra abbiamo corso IV Novembre 1918, data della conclusione del conflitto e il Parco Cavalieri di Vittorio Veneto.
I pochi personaggi storici appartengono a diverse categorie: sono presenti un re (Umberto I), un imperatore romano (Costantino il Grande), uno scienziato (Galileo Ferraris), un poeta (Giovanni Pascoli), un operaio deportato e morto in un lager (Ogliaro), un sindaco (Felice Rignon), un industriale (Giovanni Agnelli senior, fondatore della FIAT), un generale risorgimentale (Raffaele Cadorna), un generale caduto sul Piave (Montanari), un capitano leggendario (Ettore Fieramosca), un frate teologo (Sarpi), un naturalista (Spallanzani), un attore teatrale (Giovanni Emanuel) ed uno scrittore (Anton Giulio Barrili). Nel quartiere vi è il Parco Rignon.

### Mirafiori Nord e borgata Gerbido

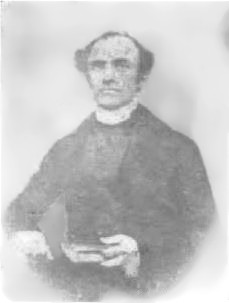
Don Enrico Tazzoli in un ritratto degli anni 1850

- Confini: confine di Grugliasco, ferrovia Torino-Bardonecchia, corso Siracusa, corso Cosenza, corso Stupinigi, corso Enrico Tazzoli, corso Orbassano, strada vicinale del Portone.
- Localizzazione: a ovest del Borgo Santa Rita.

In questo quartiere periferico troviamo finalmente più dediche a personaggi rispetto a località. Oltre alle strade dedicate al mare Tirreno, alle città di Siracusa, Cosenza, Orbassano, Monfalcone, Barletta, Sebastopoli, all'Unione Sovietica, a Giovanni Agnelli (il fondatore della FIAT) e a Paolo Sarpi, troviamo:
Località:
- possedimenti italiani all'epoca: Veglia, Arbe
- piemontesi: Forno Canavese
- altre italiane: Nuoro, Tempio Pausania, Ragusa, Riva del Garda, Sanremo, Monte Novegno, Castelgomberto
- regioni italiane: Basilicata

Personaggi:
- dall'antica Grecia: Pitagora, Omero
- dalla Roma imperiale: Pertinace, Glizio Quinto Attilio Agricola
- un Papa: papa Giovanni XXIII
- un beato: canonico Giuseppe Allamano
- i pittori: Guido Reni, Cimabue, Domenico Guidobono, Paolo Gaidano, Giacomo Balla, i fratelli Induno (Domenico Induno e Gerolamo Induno)
- gli scultori: Edoardo Rubino, Tancredi Pozzi, Pietro Canonica, Balzico, Collino
- le vittime del terrorismo: Carlo Casalegno, Bruno Caccia
- la vittima dei nazisti: Giovanni Palatucci
- gli uomini politici: Correnti, Giuseppe Grosso, Romita, Salvemini, Nitti, Luigi de Margherita, Bellono, Riccardo Cattaneo, sindaco di Torino dal 19 novembre 1920 al 2 luglio 1923[1]
- la nobildonna sarda: Eleonora d'Arborea (vedi Storia della Sardegna giudicale e Giudicato di Arborea, nota per la promulgazione della Carta de Logu)
- industriali: Giovanni Battista Farina (alle cronache come Pininfarina)
- trasvolatori: Carlo Del Prete
- martiri di Belfiore nel 1852: don Enrico Tazzoli, don Bartolomeo Grazioli, don Giovanni Grioli, De Canal, Poma, Scarsellini, Zambelli, Frattini
- partigiani: Dante Livio Bianco

Ricordiamo anche la dedica a Carlo Alfonso Nallino, un letterato.

### Pozzo Strada e borgata Lesna

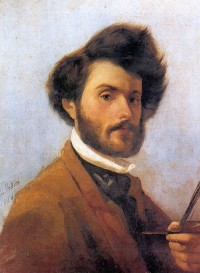
L'autoritratto di Giovanni Fattori, ricordato con una via

- Confini: via Tirreno, corso Trapani, ferrovia Torino-Bardonecchia, confine di Grugliasco, strada vicinale della Pronda.
- Localizzazione: a ovest delle zone San Paolo e Cenisia

Vi sono le vie intitolate alle città di Trapani, Siracusa, Bardonecchia, Peschiera e all'industriale Vincenzo Lancia; ritroviamo diverse località:
- piemontesi: Rubiana, Beaulard, Borgone, Mattie, S.Antonino, Oulx, S.Ambrogio, Sagra di San Michele, Mollieres, Claviere, Thures, (tutte in Valsusa), Trecate, Villafranca Piemonte, Crea, Angrogna, San Giorgio Canavese, Monte Cristalliera, Monte Freidour, Monte Vandalino e Lera
- valdostane: Sarre, Quart, Arnaz, Bard, Brissogne, Challant, Bionaz e La Thuile
- legate al primo conflitto mondiale: Monte Cucco, Monte Ortigara, Tofane, Stelvio, Monte Asolone, Monte Vodice, Asiago, Adamello, Vipacco, Premuda, Col di Lana, Tarvisio, Monte Cimone, Postumia, Villa Giusti, Valsugana, Val Lagarina, Monte Cristallo
- legate all'Italia coloniale: Eritrea, Cirenaica e Massaua
- legata all'Italia preunitaria: Chambéry e Monginevro
- altre italiane: Rieti, Ozieri e Quarto dei Mille

Tra i personaggi storici citiamo i pittori Fattori e Delleani, gli scultori Fidia, Bistolfi, Brunelleschi e Luca della Robbia, il politico Francesco de Sanctis, i fratelli Fornaca (Guido Fornaca ingegnere meccanico e Luigi Fornaca illustre medico), il radiologo Ponzio, i naturalisti Marsigli e D'Albertis, i partigiani Bevilacqua e Bena, gli esploratori Baudi di Vesme, Boggiani e Piaggia e i religiosi Pierre Chanoux, Germonio, Rua, Murialdo e santa Maria Domenica Mazzarello.
Tra le donne sono ricordate la pittrice Rosalba Carriera e la scrittrice Matilde Serao.
 Da citare anche la strada vicinale della Pronda, a testimoniare il passato con arco al confine con Grugliasco.

### Parella e la Pellerina

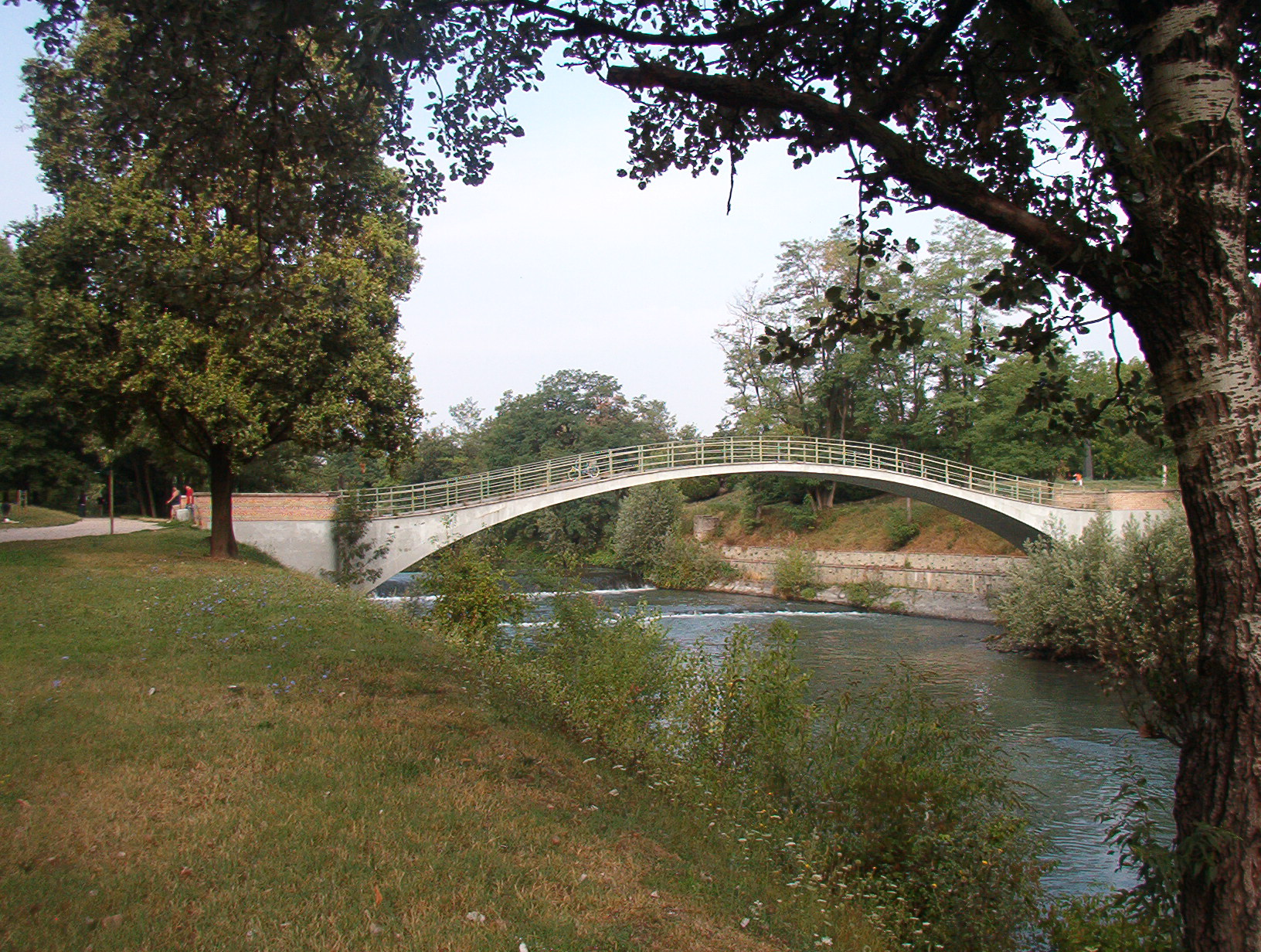
La Dora Riparia attraversa il Parco della Pellerina che è dedicato a Mario Carrara

- Confini: confine comunale con Collegno, fiume Dora Riparia, corso Potenza, corso Lecce, strada antica di Collegno
- Localizzazione: a ovest delle borgate Campidoglio e San Donato

Oltre alle dediche già citate al Monte Grappa, a Telesio, alla regina Margherita e alle città di Potenza e Lecce, troviamo intitolazioni a personaggi storici e località:
- piemontesi: Ornavasso, Omegna, Arona, Orta San Giulio, Viverone, Zumaglia, Domodossola, Piedicavallo, Ghemme, Romagnano, Borgomanero, Borgosesia, Trivero, Oleggio, Galliate, Sostegno, Crevacuore, Gaglianico, Baveno, Invorio, Meina, Cardezza
- Valsusa e Valsangone: Gravere, Valgioie, Venalzio (nome italianizzato e non più in uso di Venaus), Melezet, Millaures, Salbertrand, Exilles
- alla guerra del 1915-1918: Monte Grappa e Brennero
- dell'Italia coloniale: Mogadiscio
- regioni italiane: Marche, Calabria e Liguria

I personaggi scritti sugli angoli delle vie che hanno meritato la dedica provengono da numerosi campi della cultura. Tra gli altri troviamo i due anarchici Sacco e Vanzetti (menzionati insieme), due poeti (Servais e Actis), due scrittori (Cossa e Fogazzaro), un console romano (Appio Claudio), diversi uomini politici (Bianchi, Boselli, Chironi, i fratelli Passoni (Mario e Pierluigi), un commediografo (Carrera), numerosi docenti medici (Carrara, Pacchiotti, Lessona, Bellardi, Mosso), un conte e generale (Vittorio Asinari di Bernezzo), due filosofi (Telesio e Tommaso Campanella), due professori di botanica (Gian Francesco Re e Carlo Capelli), un esploratore (Franzoj), tre patrioti risorgimentali (Fabrizi, Giacomo Medici, Pilo), un ufficiale (Bianco), un giureconsulto (Belli), un geologo (Sismonda), un partigiano (Catti), un attore (Casaleggio), una medaglia d'oro per l'azione a favore dei partigiani (Bentivoglio) e un'unica donna, Maria Musso Ferraris, pioniera del femminismo e del voto alle donne.

### Le Vallette e Lucento
- Confini: strada comunale di Altessano (antico nome di Venaria), via Sansovino, via Masaccio, corso Grosseto, corso Potenza, fiume Dora Riparia, confine comunale con Collegno
- Localizzazione: a nord di Borgata Parella

Oltre alle già citate vie dedicate alle città di Pianezza, Cirene, Potenza, Druento e all'onnipresente regina Margherita, il quartiere Lucento-Vallette va diviso in due: la zona Vallette costruita nei primi anni settanta contiene strade tutte dedicate a piante da fiore (Mughetti, Ciclamini, Peonie, Verbene, Pervinche, Primule, Gladioli, Magnolie e Glicini). Un caso analogo si trova nella zona di Falchera, con strade intitolate a specie di piante da albero.
Nella zona di Lucento predominano i toponimi di varie località:
- piemontesi: Pianezza, Fobello, Vigliano, Viarigi, Magnano, Muzzano, Traves, Foglizzo, Altessano (antica frazione di Venaria), Valdellatorre, Givoletto, Borgomasino, Mazzè, Verolengo, Cafasse, San Gillio, Caselette, Villar Dora e Bessanese (cima delle Alpi Graie)
- altre italiane: Isernia, Ferrara, Grosseto, Terni, Foligno, Forlì, Latina, Fiesole
- istriane: Pirano e Parenzo
- regioni italiane: Molise, Toscana e Lombardia.

Tra i personaggi vi sono intitolazioni a: uno scultore (Andrea Sansovino), vari pittori (Segantini, Masaccio e Luini), un critico musicale (Giuseppe Depanis), un costruttore navale (Cuniberti), alcuni politici (Luzzatti, Gorresio e Carutti), un condottiero romano (Lucio Quinzio Cincinnato), due storici (Giovanni Tommaso Terraneo e Manno), due scrittori caduti nel 1915 (Borsi e Slataper), un irredentista istriano (Sauro) e un generale (Gotti).
Recentemente è stato intitolato un giardino alle vittime delle Foibe e una piazza al giurista e sindaco della città Aleramo Beccuti. Nel quartiere vi è un altro giardino, intitolato a Felice Cavallotti, a cui precedentemente era nominato un corso.

### Madonna di Campagna e Barriera di Lanzo

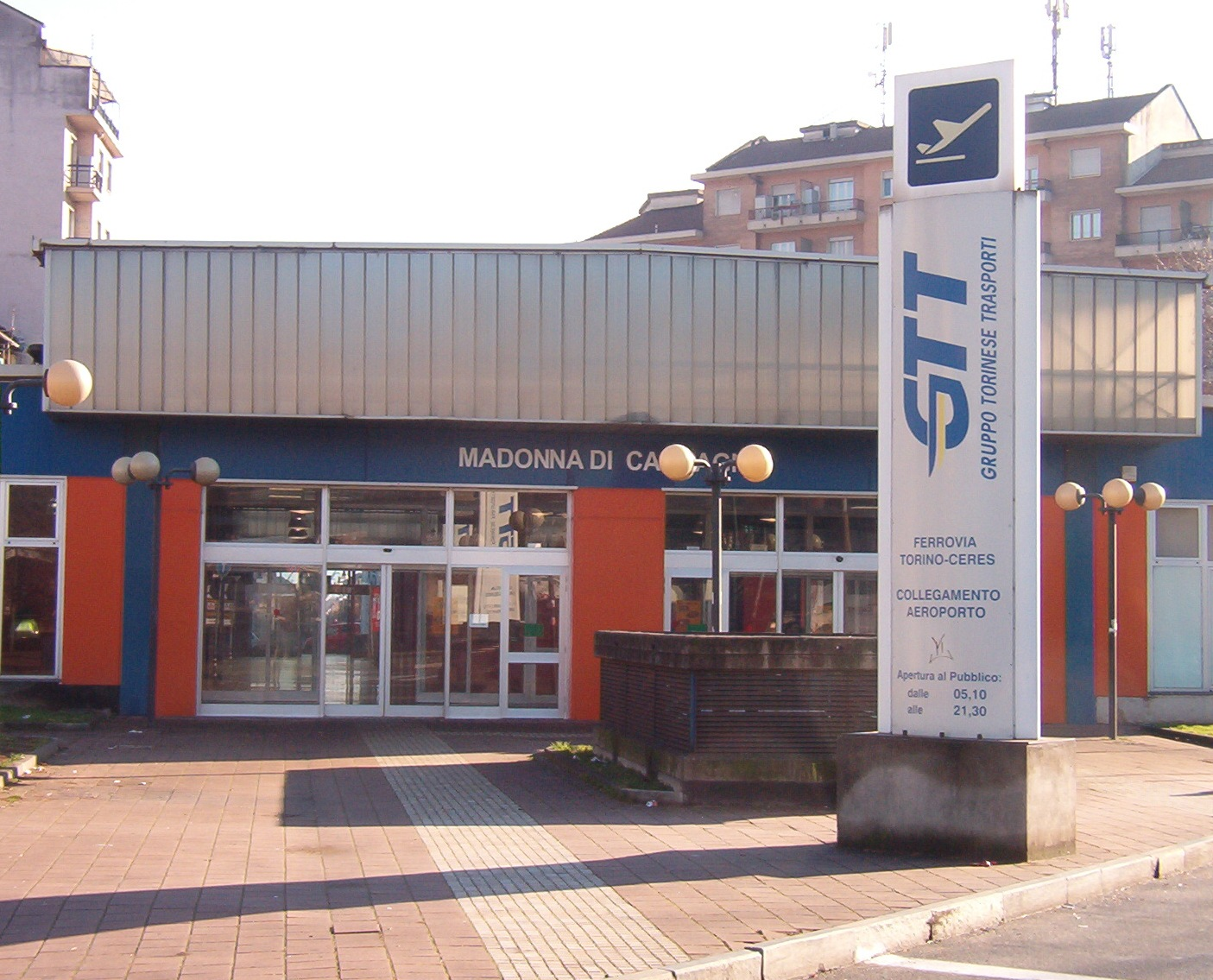
La stazione Madonna di Campagna sorge tra via Lucento, via Borgaro, corso Potenza

- Confini: strada comunale di Altessano, via Andrea Sansovino, via Masaccio, corso Grosseto, corso Potenza, via Nole, via Orvieto, via Casteldelfino, via Vaninetti, via Enrico Fermi, fiumi Stura di Lanzo e Dora Riparia, confine comunale con Borgaro Torinese
- Localizzazione: a nord di Borgo Lucento.

Nel quartiere, che trae il nome dalla sua più importante chiesa, troviamo, come spesso in altri quartieri, località piemontesi e italiane di Lanzo, Venaria Reale, Druento, Grosseto, Potenza, Stradella, ma anche numerosi personaggi.
Località:
- piemontesi: Borgaro, Traversella, Quincinetto, Noasca, Rueglio, Drusacco (frazione di Vico Canavese, Bonzo (frazione di Groscavallo), Brosso, Chialamberto, Banchette, Sparone, Caluso, Vische, San Pancrazio (nel comune di Pianezza), Gattico, Ponderano, Cantoira, Lemie, Belgirate, Stresa, Brusnengo
- italiane: Caltanissetta, Montello (legata alla prima guerra mondiale), Terni, Orvieto, Viterbo, Assisi, Gubbio e la montagna dell'Alto Adige Vetta d'Italia

Vi sono dediche che citano: scrittore Pirandello, generale patriota Pepe e poeta Macherione, e molte vie sono dedicate a patrioti che parteciparono alla spedizione dei Mille: Sirtori, Giovanni Antonio De Stefanis, Berino e Andrea Cesare Paris.
Tra gli altri personaggi troviamo diversi pittori: Quadrone, Beato Angelico, Gozzoli, Piero della Francesca, Reycend, Veronese; tre storici: Tiraboschi, Villari e Capponi; vari docenti: Solari, di filosofia, e Vaninetti, di musica; l'economista Messedaglia; il giurista Mattirolo; il medico e botanico Cesalpino; i politici Bonghi, Massari, Badini Confalonieri e Durando; lo scultore Ghiberti; il mineralogista Roccati; l'elettrotecnico Arnò; il maggiore Alessandro Carroccio (caduto nel 1917); il sacerdote missionario Cardinal Massaia; il latinista Ettore Stampini; l'ammiraglio Giorgio De Geneys; il compositore Lulli; il partigiano Pompeo Colajanni.
Nella zona industriale delle basse di Stura, le vecchie vie interne sono state dedicate agli scienziati vincitori di premi Nobel Enrico Fermi e Giulio Natta, all'industriale Arrigo Olivetti e all'astronomo Giovanni Schiaparelli.

### Borgo Vittoria e rione Tesso

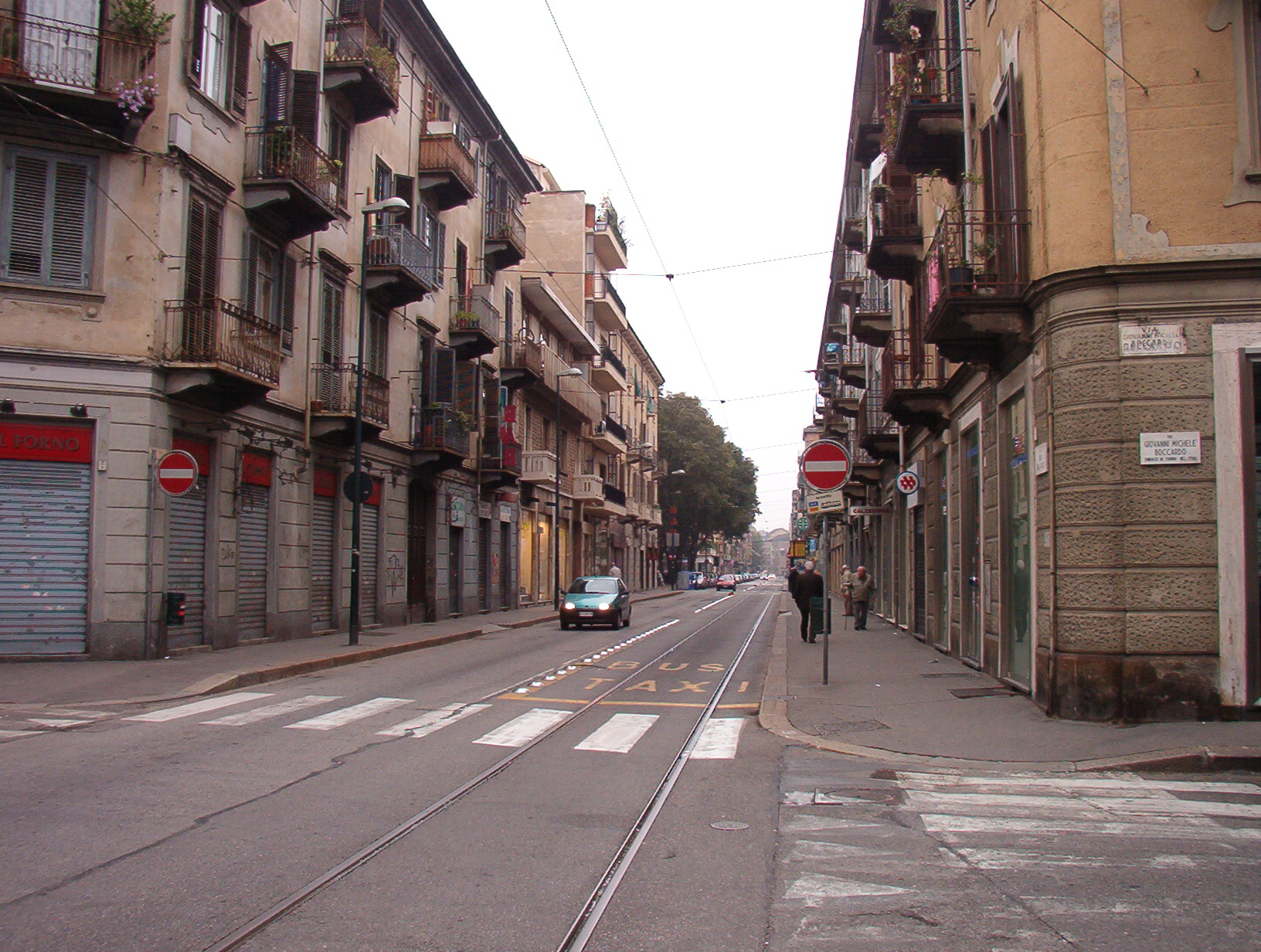
Via Chiesa della Salute

- Confini: fiumi Stura di Lanzo e Dora Riparia, via Fermi, via Vaninetti, via Casteldelfino, via Orvieto, ferrovia Torino-Milano
- Localizzazione: a est della zona Madonna di Campagna

Essendosi svolta nel 1706 su questo territorio una delle battaglie decisive della guerra tra il ducato di Savoia e i francesi (Assedio di Torino del 1706), il quartiere ha preso questo nome e molte strade ricordano l'evento: via della Vittoria, via del Ridotto, via delle Trincee, via dei Fornelli e via del Campo, sono riferiti a circostanze della battaglia, mentre la Chiesa della Salute, che si erge sulla piazza Vittoria, venne costruita verso la fine del XIX secolo a ricordo perenne di quella battaglia. Sono ricordati anche alcuni personaggi protagonisti in quei giorni: i generali Visconti e Roccavione, il barone Carlo D'Allery, il sindaco Giovanni Michele Boccardo, il maresciallo Virico Daun, il comandante prussiano Principe d'Anhalt, l'arcivescovo Michele Antonio Vibò.
Precisazione: via Valfenera è intitolata al sindaco Francesco Nomis di Valfenera e non all'omonimo comune.
Gli altri personaggi nominati sono vari:
- patrioti: Gulli e Reiss Romoli
- ampelografo: Di Rovasenda
- pittori: Grosso, Previati e Cesare Tallone
- ingegnere navale, militare e ministro: Benedetto Brin
- politici: Michele Coppino, Nigra, Mosca, Rulfi, Antonio Scialoia e Vittorio Scialoia,
- aviatori: Francesco Baracca, Natale Palli e Gino Lisa
- caduti al fronte nel 1917: Randaccio e Bongiovanni
- naturalisti: Paolo Della Cella e Leonardo Fea
- latinista: Gandino
- attore: Tommaso Salvini
- sacerdote: don Carlo Gnocchi
- geologo: Stoppani
- scrittori: Lorenzini, Emilio De Marchi, Rodolfo Bettazzi e Luigi Gramegna
- stampatore: Beggiamo
- poeta: Colautti
- partigiano: Enrico Giachino
- orientalista: De Gubernatis
- filosofo: Allievo
- editore: Manuzio

Oltre alle già citate Mortara e Stradella, vi sono le località:
- città metropolitana di Torino: Ala di Stura, Cambiano, Montalenghe, Quassolo, Pavone, Bibiana, Tesso (affluente della Stura di Lanzo) e i monti Mondrone, Ciamarella e Monte Soglio
- provincia di Cuneo, legate a vittorie sabaude contro i francesi: Villar (frazione di Sampeyre), 1648 e Casteldelfino, 1628.
- provincia di Biella: Cerrione
- resto d'Italia: i torrenti Ticino, Adda e Brenta e le città di Venezia, Orbetello, Massa e Campiglia
- della ex contea di Nizza: Breglio, Saorgio e Sospello.

Precisazione: via Usseglio si riferisce al sindaco Leopoldo Usseglio e non all'omonimo comune.

### Barriera di Milano, Montebianco e Monterosa
- Confini: corso Vigevano, corso Novara, ex scalo merci di Vanchiglia, ferrovia Torino-Milano
- Localizzazione: a nord dei borghi Aurora-Rossini

La toponimia del quartiere Barriera di Milano è dominata da compositori di musica classica, ma non mancano anche altri personaggi e numerose denominazioni geografiche:
- Compositori: Gaetano Pugnani, Ruggero Leoncavallo, Girolamo Frescobaldi, Errico Petrella, Muzio Clementi, Giovanni Bottesini, Pier Luigi da Palestrina, Giovanni Paisiello, Domenico Cimarosa, Nicolò Paganini, Giacomo Puccini, Arrigo Boito, Alfredo Casella, Ottorino Respighi, Amilcare Ponchielli, Antonio Vivaldi, Franco Alfano, Saverio Mercadante, Alessandro Scarlatti, Gaspare Spontini, Luigi Cherubini, Jacopo Foroni, Lauro Rossi, Giovanni Pacini, Claudio Monteverdi.

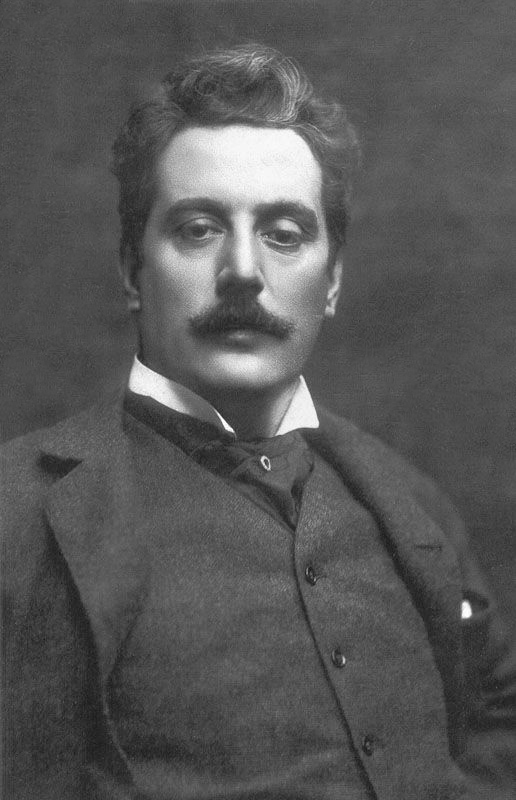
Giacomo Puccini, uno fra i compositori ricordati in Barriera di Milano

- Altre personalità: il cantante lirico Francesco Tamagno, l'avvocato e giurista Enrico Cavaglià, il poeta Giuseppe Regaldi, il politico Crispi, il medico e senatore Lorenzo Bruno, il patriota dei martiri di Belfiore Pietro Fortunato Calvi, i pionieri del cinema torinese (Ambrosio e Pastrone), l'ufficiale (Vallero), caduto nel 1915, lo scrittore (Viriglio), lo scultore (Duprè), il commediografo (Ferrari), due partigiani (Renato Martorelli e Antonio Banfo) uccisi dai nazifascisti, il pittore Domenico Ghirlandaio e le attrici Giacinta Pezzana e Adelaide Ristori.

Tra i toponimi geografici:
- corsi d'acqua: Elvo, Dora Baltea, Sesia, Chiusella, Malone, Soana

Località:
- nella città metropolitana di Torino: Pont, Valprato, Ceresole Reale, Bairo, Salassa, Rivarossa, Ozegna, Vestignè, Leinì, Nomaglio, Feletto, Lombardore, Barbania, Agliè, Favria, Volpiano, Montanaro, Candia, Brandizzo e Rondissone, Belmonte (località canavesane)
- nelle province di Biella e Vercelli: Desana, Trino, Sandigliano, Santhià, Crescentino, Bioglio, Ternengo, Quittengo, Tollegno, Candelo, Sordevolo, Mottalciata, Pollone, Mottarone, Monte Valderoa (le ultime legate alla prima guerra mondiale)
- valdostane: Gressoney, Courmayeur, Châtillon, Verrès,
- cime montuose del Piemonte e della Valle d'Aosta: Monte Rosa, Cervino, Grivola
- altre cime italiane: Monte Nero
- altre: Fossata e Parella erano due cascine. Le vie conducevano ai rispettivi cancelli d'ingresso.

L'incrocio fra via Jacopo Foroni e via Candia è stato chiamato per decenni dalla numerosa comunità pugliese della zona, piazzetta Cerignola. Recentemente il comune ha accolto le istanze degli abitanti e ha modificato il nome della piazzetta da Jacopo Foroni a Cerignola. Questo porta a una situazione bizzarra, per cui metà della piazzetta si chiama ora piazzetta Cerignola, mentre l'altra metà mantiene la vecchia dicitura piazza Jacopo Foroni.

### La Falchera, Rebaudengo, Pietra Alta

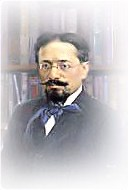
Lo scrittore Giovanni Cena è ricordato con una via

- Confini: passante ferroviario, ex raccordo ferroviario per lo scalo merci Vanchiglia, corso Giulio Cesare, via Botticelli, strada Basse di Stura, via Puglia, strada di Settimo, confine comunale con Settimo e Borgaro, strada di Villaretto, torrente Stura di Lanzo
- Localizzazione: è il quartiere più settentrionale della città

Come nel caso delle Vallette, nella zona della Falchera tutte le strade sono state dedicate a specie di alberi da fusto: Via degli Ulivi, degli Abeti, delle Querce, dei Tigli, dei Gelsi, dei Faggi, delle Robinie, dei Frassini, degli Aceri, delle Betulle, dei Platani, dei Pioppi e degli Olmi. Nei pressi, c'è anche un isolato con vie dedicate a fiumi: Adige, Tanaro, Bormida e Toce e l'unica via che porta il nome di un personaggio: l'architetto Antonio Sant'Elia.
Nella zona Rebaudengo sono presenti varie categorie:
Personaggi:
- i musicisti Arturo Toscanini, Nicola Porpora e Ridolfo Luigi Boccherini (sono vie al confine con Barriera di Milano, la zona dei musicisti), l'attore Rossi, l'artigliere Poggio, la benefattrice Ravizza e la famiglia dei Conti Rebaudengo (anch'essi benefattori), il politico Garlanda, il latinista Vallauri, il docente di diritto Patetta, i poeti Porta, Cena, Scotellaro, Vittoria Colonna e Cristina Belgioioso, un poeta caduto al fronte (Oxilia), il pedagogista Troya, il pittore Lega, il magistrato Balestreri, gli storici Lemmi e Cornelio Tacito. Da segnalare inoltre i ponti sul torrente Stura dedicati ai fratelli Vittorio Emanuele II e Ferdinando di Savoia e la dedica ai leggendari fratelli fondatori di Roma (Romolo e Remo).

Località (oltre alle già citate Vercelli, Cuorgnè, San Mauro e Settimo):
- località piemontesi: Pertengo, Borgo Ticino, Cerano, Valdengo, Arborio, San Germano, Vistrorio, Bollengo, Ivrea, Samone, Carema, Ribordone, Cavagnolo, Strambino, Germagnano, Roppolo
- altre località italiane: Frosinone, Cogne, Catanzaro e Campobasso
- regioni italiane: Lazio e Puglia

### Barca, Bertolla, Regio Parco, Basse di Stura

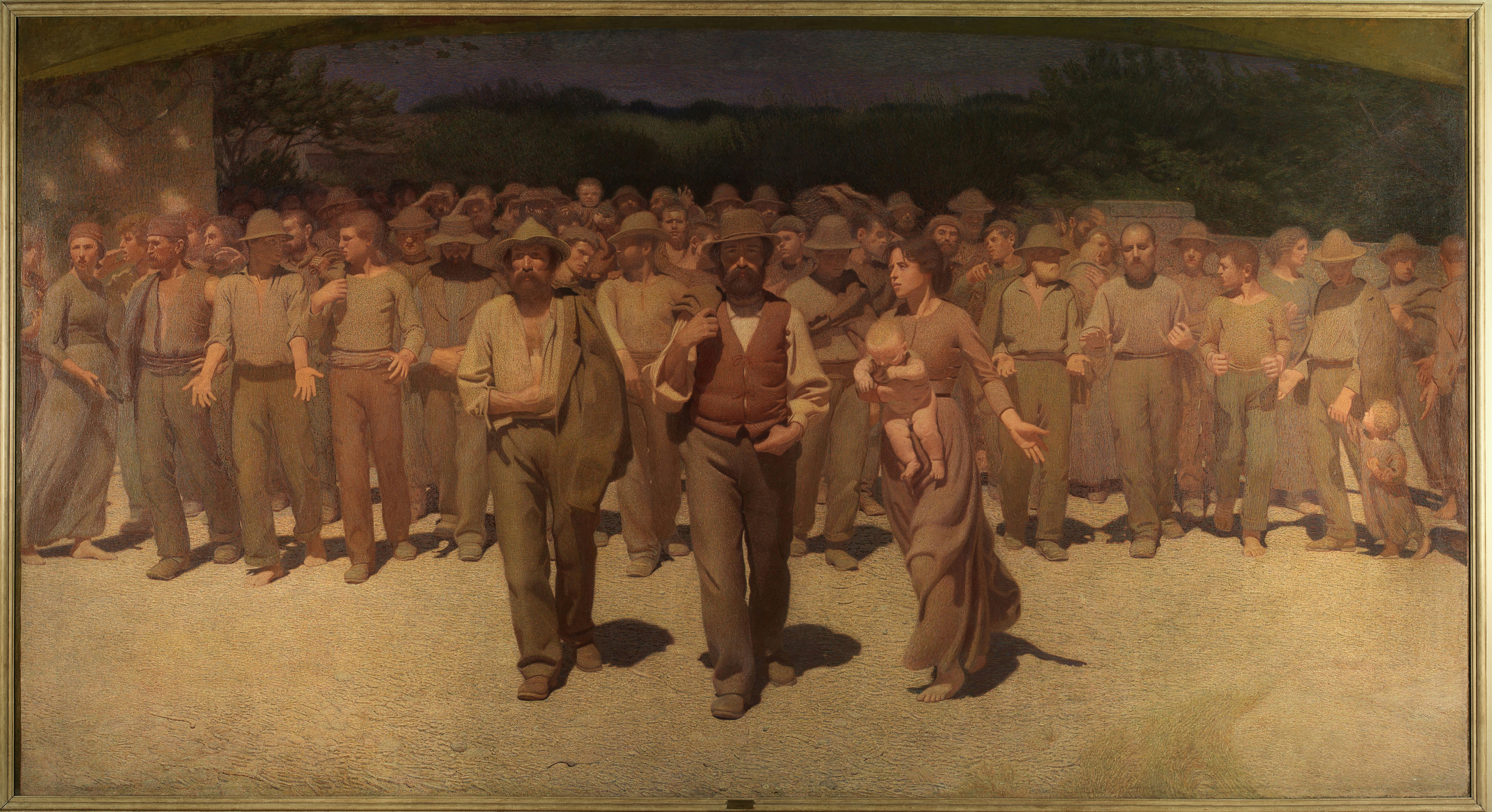
Il quarto stato, il dipinto più conosciuto di Pellizza da Volpedo

- Confini: corso Giulio Cesare, ex raccordo ferroviario per lo scalo Vanchiglia, via Cruto, via Cimarosa, via Pindemonte, fiume Po, confine comunale con San Mauro, strada di Settimo, via Puglia, strada Basse di Stura, via Botticelli.
- Localizzazione: a est di Borgate Monte Rosa e Monte Bianco

Il quartiere sorge alla confluenza tra la Stura di Lanzo e il Po. Molte strade, che un tempo erano in aperta campagna, hanno mantenuto il nome originale con riferimenti ad antichi cascinali (per esempio strada del Cascinotto e strada della Magra), ad aspetti della vita rurale (per esempio strada del Pascolo) o a strade che collegavano vecchie borgate (per esempio strada comunale da Bertolla all'Abbadia di Stura).
Sono poche le località ricordate: oltre alle già citate strada di Settimo e strada di San Mauro abbiamo alcuni centri piemontesi (Centallo, San Benigno e Moncrivello), altri italiani (Enna, Pescara e Taranto), esteri (le già citate Derna e Sofia) e alcuni riferimenti montani (Gran Paradiso, Gran San Bernardo, Gran Sasso, Monte Thabor, Valle Stretta, Chaberton e i passi alpini del Gottardo e del Sempione).
Tra i personaggi dominano musicisti e pittori, essendo vicino al confine con Barriera di Milano quindi tutta la parte sud, e così troviamo Mascagni, Perosi, Tartini, Cilea, Pergolesi, Corelli e Cravero, mentre i secondi (Sandro Botticelli, Signorini, Caravaggio, Mantegna, Avondo e Pelizza da Volpedo) sono racchiusi in pochi isolati nei pressi della già citata confluenza fluviale. Recentemente è stata intitolata una via alle vittime dell'attentato di Bologna del 2 agosto 1980.
Vanno citati anche altri personaggi:
- poeti Pietracqua, Fusinato e Norberto Rosa
- medico e vescovo nonché compositore Ancina
- fisico e chimico Cruto
- autore teatrale Giacinto Gallina
- politici Mamiani, Vincenzo Cuoco e Tancredi Canonico
- santi Gaetano da Thiene
- scrittori Abba, Paroletti, Salgari e Guerrazzi
- architetti Alberti e Alfredo D'Andrade
- martire per la libertà Renato Wuillermin
- l'irredentista Damiano Chiesa
- primo duca di Savoia Amedeo VIII
- don Luigi Sturzo

### Madonna del Pilone, borgo Rosa, Sassi e Reaglie

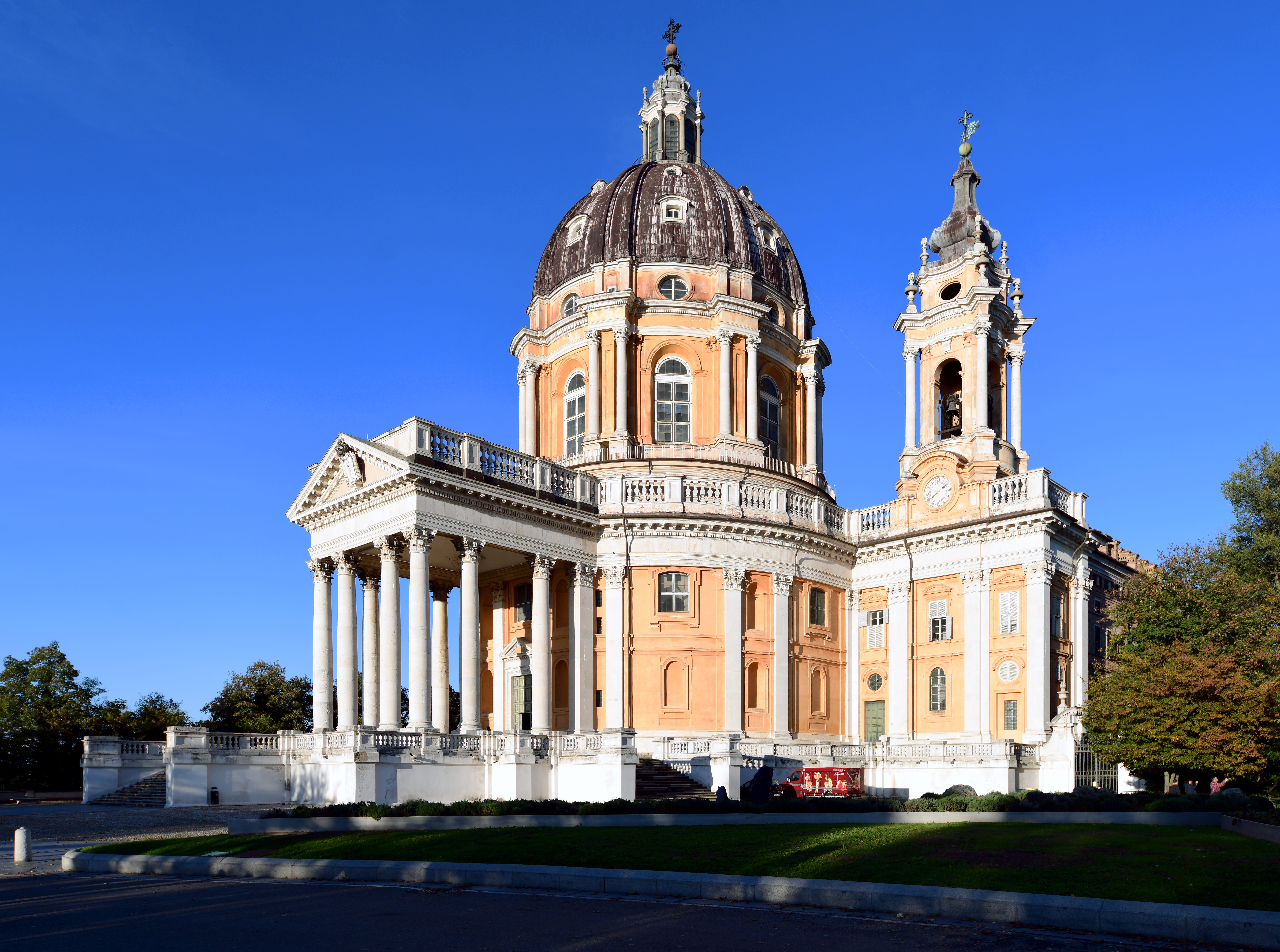
La Basilica di Superga si trova sulla sommità del colle omonimo

- Confini: fiume Po, confine comunale con San Mauro, Pino Torinese e Pecetto Torinese, strada del Mainero, strada comunale di val San Martino, corso Gabetti
- Localizzazione: a est delle zone Vanchiglia-Vanchiglietta e Barca-Bertolla

Le uniche due zone collinari sono Madonna del Pilone e Borgo Po-Cavoretto, con la comune caratteristica di possedere strade con denominazioni legate al territorio: strada comunale della Real Basilica di Superga, strada del Traforo del Pino o strada comunale della valle dei Pomi.
Le vie con denominazioni classiche si trovano quasi tutte vicino al Po o nella zona chiamata pre-collina:
Personaggi:
- religiosi: San Giuseppe Cafasso, Frassati, Carlo Della Porta, Cocchi, suor Michelotti
- poeti: Pinin Pacot, Fulvio Testi, Metastasio, Angiolieri, Boccaccio, Cavalcanti, Guinicelli, Davanzati, Gozzano
- attori: Gustavo Modena e Piero Toselli
- musicisti: Catalani e Gabetti
- pittori: Pasini e Signorelli
- dalla Roma antica: Marco Aurelio, Gneo Marcio Coriolano e Publio Cornelio Scipione
- scultori: Odoardo Tabacchi, Francesco Ladetto e Francesco Borromini

Da non dimenticare anche l'ingegnere Tommaso Agudio (progettista della tranvia Sassi-Superga), il tenente Ettore Biamino (caduto nel 1917), il filosofo Nietzsche, il capitano di ventura Giovanni dalle Bande Nere, i coniugi Brighenti (menzionati insieme) combattenti ad Adua, l'autore teatrale Garelli, il politico Michelangelo Tonello, il giurista Carrara, il patriota ungherese Luigi Kossuth e l'industriale conciario Bocca.
Località:
- nella città metropolitana di Torino: San Raffaele, San Sebastiano da Po, Monteu da Po, Castiglione, Gassino, Bardassano (frazione di Gassino), Sciolze, Casalborgone, Cinzano (queste località non sono distanti dal fiume Po)
- piemontesi: Piovà, Mirabello, Murisengo, Montemagno, Cocconato, Albugnano, Vignale, Buttigliera, Castelnuovo
- altre italiane: Lomellina (ora lombarda ma un tempo appartenente al regno di Sardegna), Morazzone (dove i garibaldini sconfissero gli austriaci)

### Borgo Po, Cavoretto, Pilonetto e borgo Crimea

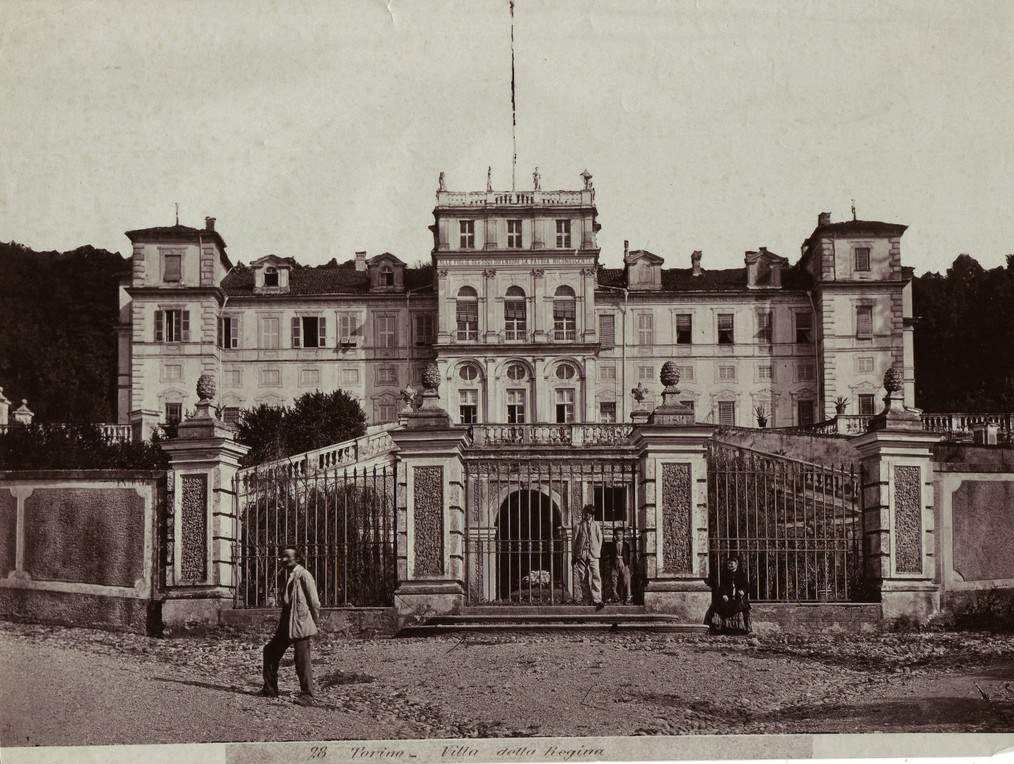
La Villa della Regina si affaccia sul piazzale omonimo

- Confini: fiume Po, corso Gabetti, strada comunale di val San Martino, strada del Mainero, confini comunali con Pecetto e Moncalieri
- Localizzazione: a est del borgo San Salvario-Valentino e Millefonti-Nizza

Come nel quartiere Madonna del Pilone sono numerose le vie collinari a denominazione territoriale: alcune di esse possiedono nomi che ricordano santi (strada comunale di val San Martino, strada comunale Santa Margherita, strada di San Vincenzo, strada di San Vito), altre, nomi antichi di origine popolare (per esempio strada degli Alberoni e strada vicinale dei Boschi) oppure nomi di collegamento tra borgate (per esempio strada comunale da San Vito a Revigliasco e strada vicinale dal Ponte Isabella a San Vito).
Sono comunque numerose le dediche a vari ambiti:
Personaggi:
- architetti: Vittozzi, Bonsignore, Giovanni Antonio Amadeo, Vittone, Vanvitelli, Andrea Palladio, Lanfranchi
- patrioti: Santorre di Santarosa, Manara e le donne Luisa Del Carretto (che fondò l'istituto "Figlie dei Militari" ricordato con una breve strada) e la Molino Colombini
- caduti al fronte: il sottotenente Picco (nel 1915) e l'ufficiale Freguglia (nel 1917)
- politici: Quintino Sella, Giovanni Lanza e Pasquale Stanislao Mancini
- altri santi: Santa Lucia e San Rocco
- casa Savoia: il cardinal Maurizio (che abitò nella Villa della Regina) e le principesse Ludovica Cristina di Savoia e Maria Felicita di Savoia
- letterati: Felice Romani e Luigi Ornato
- partigiani: Curreno e Contini
- pittori: Giuseppe Alby, Macrino d'Alba e Giorgio Vasari
- dall'antica Roma: Catone, Seneca, Settimio Severo e Muzio Scevola
- eroine: Maria Bricca (nel 1706) e la nizzarda Caterina Segurana

Da ricordare anche il poeta Giacomo Leopardi, il sacerdote Ferrante Aporti, l'abate e scrittore Biamonti, il chimico e medico Gioanetti, il giornalista Umberto Cosmo, il generale e ministro Giardino, un soldato caduto in Grecia nel 1940 (Gatti), il poeta Enrico Thovez, e il direttore dell'Orto Botanico cittadino Giovanni Battista Balbis.
Sono pochi coloro che hanno la fortuna di avere una doppia dedica, come i re d'Italia Vittorio Emanuele II e Umberto I e il duca Emanuele Filiberto, solo la regina Margherita ha più dediche: oltre al corso, al largo e al ponte sul Po, le è stato dedicato anche l'Ospedale Infantile.
Vi è anche viale suor Giovanna Francesca Michelotti nel Parco intitolato all'ingegnere idraulico Ignazio Michelotti.
Località:
- nella città metropolitana di Torino: Baldissero, Lauriano, Castagneto, Verrua
- in provincia d'Asti: Asti, Montiglio, Moncalvo, Monferrato (intesa come zona),
- italiane: Casteggio, Sabaudia
- della Grande Guerra: territori di Zara e Fiume (perse dopo il 1947), Hermada, Aquileia, Merano, Grado, Argonne
- delle battaglie risorgimentali: Crimea, Sforzesca, Cosseria, Sommacampagna, Volturno, Mentana, Bicocca, Milazzo, Marsala, San Fermo, Calatafimi, Monterotondo, Villa Glori
- regioni italiane: Sardegna, Sicilia
- dell'Italia coloniale: Asmara, Adua, Dogali, Macallè

Altre dediche solitarie sono via Sabaudia, viale XXV Aprile 1945 (data della liberazione), il parco delle Repubbliche Partigiane Piemontesi, via Martiri della Libertà (che racchiude tutte le vittime di fede partigiana dal 1943 al 1945; la via in precedenza era dedicata ai Martiri Fascisti) e la via Febo, riferita a un epiteto del dio greco e latino Apollo (unico caso di dedica mitologica).
Sulla sommità del Colle della Maddalena c'è il Parco della Rimembranza, che ricorda i caduti nel primo conflitto mondiale: i viali alberati hanno denominazioni di luoghi delle battaglie e sono ripetizioni delle vie nel territorio comunale: Piave, Doberdò, Monte Sei Busi, Castelgomberto, Tofane, Vipacco, Plava, Premuda, Passo Buole, Gorizia, Bainsizza, Timavo, Castagnevizza, Montello, Grado, Ortigara, Adamello e Monte Nero.

### Mirafiori Sud

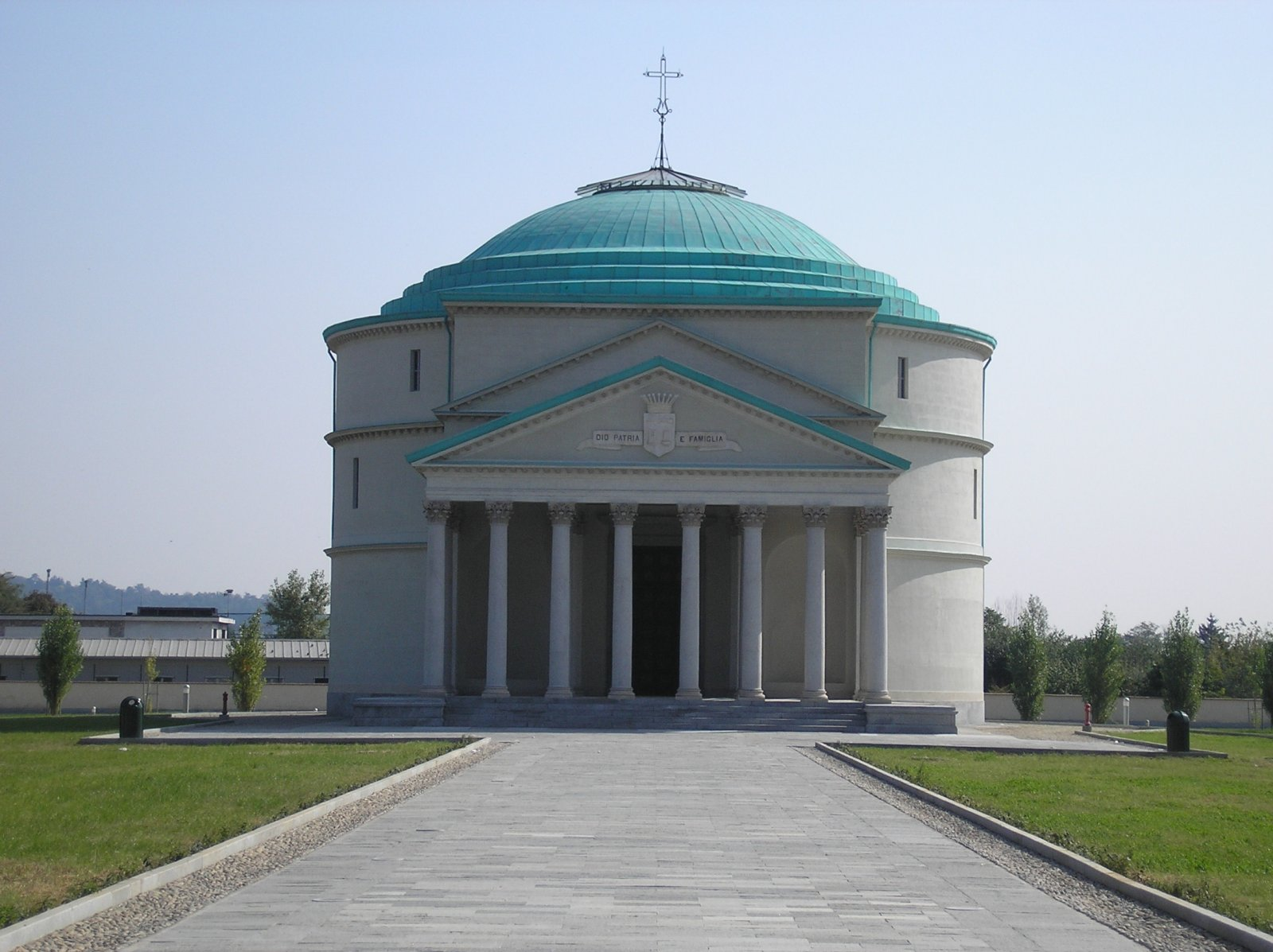
Il mausoleo della Bela Rosin è nel Parco Sangone, tra il Parco Colonnetti e il Parco Miraflores ("Boschetto") di Nichelino, vicino alla sponda del Sangone (in territorio Mirafiori).

- Confini: via Vigliani, confine comunale con Moncalieri, Nichelino, Beinasco e Grugliasco, corso Orbassano, corso Tazzoli, strada vicinale del Drosso e strada comunale del castello di Mirafiori
- Localizzazione: a sud delle zone borgo Filadelfia e Millefonti

Il nome del quartiere deriva dalla tenuta con il castello, acquistata dal duca Carlo Emanuele I di Savoia, che l'aveva riempita di specie floreali. Dopo la costruzione della Palazzina reale di caccia di Stupinigi, il podere venne abbandonato e non ne è rimasta traccia, a parte la strada comunale del Castello di Mirafiori e la strada vicinale delle Cacce, che testimoniano i nomi passati. Nel quartiere sorge il grande stabilimento FIAT, con ingresso da corso Giovanni Agnelli; altre due strade ricordano i pionieri industriali Roberto Biscaretti di Ruffia e Aristide Faccioli, che lavorarono nei primi anni di vita della fabbrica. Un altro edificio storico è il mausoleo della Bela Rosin.
Precisazione: la via Augusto Nomis di Cossilla è intitolata al sindaco ma in città un'altra via è dedicata a un altro sindaco Nomis (Francesco Nomis di Valfenera).
Le dediche a personaggi riguardano:
- partigiani uccisi: Emanuele Artom e Giuseppe Rigola
- docenti: Camillo Guidi, Arturo Farinelli e Luciano Jona
- editori: Barbera e Angelo Fortunato Formiggini
- scrittori: i fratelli De Maistre (Joseph de Maistre e Xavier de Maistre), Pavese, Verga, Capuana, Ugolini
- patrioti: Carlo Pisacane e Luigi Settembrini
- politici: Chiala, Togliatti, Bovetti, Morandi, Quarello, Pernati di Momo
- sindaci della città: Coggiola, Roveda, Negarville, Anselmetti e Rignon (che ha anche un parco a lui dedicato nel quartiere Santa Rita)
- architetti: Planteri e Camillo Riccio
- ingegneri: Colonnetti e Panetti
- matematici: Cauchy e Fubini
- poeti: Vivanti, padre Isler

Da ricordare anche l'ufficiale della Marina Sarda Domenico Millelire, i fratelli Garrone, (Eugenio Garrone e Giuseppe Garrone) caduti al fronte nel 1917, l'irredentista dalmata Rismondo, il medico Fleming, il pioniere del diritto degli animali Riboli, la religiosa Francesca Saverio Cabrini, il cantante Fred Buscaglione, lo storico michele Amari.
Località:
- nella città metropolitana di Torino: Torrazza Piemonte, Candiolo, Buriasco, Pomaretto, Pramollo
- liguri: Loano, Imperia, Portofino e Bordighera
- Italia coloniale: Somalia
- in provincia di Cuneo: Manta
- del primo conflitto mondiale: Carnia, Cormons, Plava, Monte Cengio, San Michele del Carso, Vallarsa, Pola, Coni Zugna, Monte Sei Busi
- resto d'Italia: Sapri, Monastir, Monteponi

Di origine storico-popolare le denominazioni strada vicinale del Portone, strada vicinale del Drosso: la prima si riferisce alla grande porta di un'antica cascina mentre la seconda a un castello che sorgeva in quella zona.

## Toponimi passati
Molte vie del capoluogo piemontese hanno cambiato nome nel corso dei secoli in seguito ad avvenimenti o personaggi storici: via Verdi era denotata via della Zecca, via Pallamaglio di Natalia Ginzburg è attualmente via Morgari, l'attuale corso Giambone era una volta corso Girgenti e l'odierno corso Marconi era anticamente corso del Valentino.
La prima vera riforma che decise nuove denominazioni avvenne nel 1860, ma il dibattito era cominciato cinque anni prima con la proposta di una "Commissione per determinare i nomi da imporsi alle nuove vie". Il progetto venne approvato con la decisione di considerare piazza Castello centro ideale della città e per ogni via i numeri pari a destra.

### Vie
| Toponimo attuale                 | Toponimi passati | Ultimo cambiamento    | Note |
| -------------------------------- | --- | --------------------- | --- |
| dell'Accademia Albertina         | contrada dell'Arco della Posta dei Cavalli del Collegio delle Province                                                                 | 19/06/1860            | Al numero 2 abitava Massimo d'Azeglio e vi morì nel 1866 . |
| dell'Accademia delle Scienze     | contrada del Collegio dei Nobili | ?                     | Nel palazzo dell'Accademia morì il professore Giacinto Carena nel 1859 . |
| Carolina Invernizio              | Monte Pasubio | 1984                  | |
| Maria Ausiliatrice               | benedetto Cottolengo | 1934                  | |
| Augusto Monti                    | monte Pasubio | 1984                  | |
| Chisone                          | Rosmini | 1923                  | |
| Vittorio Alfieri                 | contrada di San Carlo del Peso del fieno delle Cappuccine                                                                              | 17/01/1849            | In questa via il poeta astigiano visse tre anni mentre al civico 10 morì Carlo Allioni.                                                                                                |
| Vittorio Andreis                 | contrada del Fiando | ?                     | |
| dell'Arcivescovado               | rue de l'Arsenal | ?                     | |
| dell'Arsenale                    | contrada di San Tommaso degli Argentieri di Jena                                                                                       | ?                     | Fu aperta nel 1847. Nel palazzo dell'Arsenale morì il generale d'artiglieria Alessandro Papacino D'Antoni nel 1786 mentre al civico 11 morì il marchese Carlo Francesco Ormea nel 1745 |
| degli Artisti                    | contrada di San Luca | ?                     | La via fu aperta nel 1855 |
| Ottavio Assarotti                | dei Quartieri contrada del deposito di San Paolo                                                                                       | 19/06/1860            | |
| Antonio Banfo                    | via Montebianco | ?                     | Si riferiva alla borgata Montebianco |
| Giuseppe Barbaroux               | contrada dei Guardinfanti della Madonnetta del Condotto dei Serraglieri di San Francesco della Misericordia                            | 19/06/1860            | |
| Giulia di Barolo                 | contrada dei Macelli della Speranza | 1862                  | Aperta nel 1825 fu intitolata alla benefattrice quando era ancora in vita . |
| della Basilica                   | contrada di San Paolo | ?                     | Al civico 5 abitava Filiberto Pingone. |
| Cesare Battisti                  | contrada delle Finanze del Giardino del Principe dell'Anitra di Palazzo Graneri                                                        | ?                     | |
| Eusebio Bava                     | contrada di San Massimo del Moschino della Sollecitudine                                                                               | 1859                  | |
| Giovanni Francesco Bellezia      | contrada della Dogana Nuova | ?                     | |
| Giovanni Berchet                 | contrada dei Pasticcieri | ?                     | |
| Claude Louis Berthollet          | Vincenzo Bellini | ?                     | La dedica a Bellini è stata spostata nel centro |
| Antonio Bertola                  | contrada della Barra di Ferro dei Due Bastoni (o Bastioni) del Gambero o del Gambaro o de L'Ecrevisse di Sant'Anselmo della Diretta    | 19/06/1860            | |
| Bligny                           | Marna contrada delle Scuole Antonio Fabro                                                                                              | 19/06/1860 circa 1920 | |
| Ferdinando Bocca                 | alla Parrocchia | ?                     | |
| Giovanni Battista Lorenzo Bogino | contrada degli Ambasciatori del Ghetto                                                                                                 | ?                     | |
| Alfonso Bonafous                 | alla Salera | 29/03/1871            | |
| Matilde Serao                    | Monte Asolone | 1986                  | |
| Enrico Giachino                  | di Lanzo | 1952                  | |
| Antonio Checchi                  | di Lanzo | 1932                  | |
| Franco Andrea Bonelli            | contrada dei Fornelletti | ?                     | |
| Giovanni Botero                  | contrada del Fieno des Papetieres dei Berrettai di Santo Stefano dei Gesuiti                                                           | 19/06/1860            | |
| fratelli Calandra                | contrada del Belvedere | ?                     | |
| Giovanni Camerana                | del Gazometro | 1946                  | |
| Cappel Verde                     | contrada delle Tre Picche dello Spirito Santo                                                                                          | ?                     | |
| Giacinto Carena                  | contrada del Canale | 25/06/1864            | |
| fratelli Carle                   | Rivalta | 1947                  | |
| Carlo Alberto                    | contrada della Madonna degli Angeli delle Dogane delle Gabelle della Posta degli Uffizi dell'Annunziata                                | ?                     | |
| del Carmine                      | Campana contrada di Porta Susina | ?                     | |
| Conte di Cavour                  | contrada dell'Arcivescovado dell'Esagono                                                                                               | ?                     | |
| della Consolata                  | Paesana Sant'Anna | ?                     | |
| Conte Verde                      | contrada delle Fragole delle Maschere dei Mascara                                                                                      | ?                     | |
| Corte d'Appello                  | contrada della Dogana Vecchia del Senato di piazza Susina                                                                              | 14/12/1858            | |
| Luigi des Ambrois                | contrada del Moro | ?                     | |
| Dante Di Nanni                   | Villafranca | 1959                  | La via inizia dall'incrocio via San Bernardino dove il partigiano Di Nanni morì |
| Andrea Doria                     | dei Carrozzai | 19/06/1860            | |
| Eleonora Duse                    | contrada del Montone | ?                     | |
| Pietro Egidi                     | vicolo di San Lazzaro | ?                     | |
| Giuseppe Garibaldi               | contrada di Doragrossa rue du Montcenis                                                                                                | 03/06/1882            | Giuseppe Garibaldi era morto il giorno prima. L'asse via di Dora Grossa rappresenta il decumanus maximus dell'accampamento romano                                                      |
| Giuseppe Giacosa                 | fratelli Burdin | 1930                  | |
| Vittorio Amedeo Gioanetti        | viale del Monte rue du Debarquement | ?                     | |
| Giovanni Giolitti                | via Mario Gioda contrada dell'Ospedale o de l'Hopital rue de la Borse                                                                  | 01-12-1919            | |
| Carlo Ignazio Giulio             | contrada delle Ghiacciaie del Fortino del Principe Eugenio                                                                             | ?                     | |
| Antonio Gramsci                  | via XXIV Maggio contrada dei Carrozzai                                                                                                 | ?                     | |
| IV Marzo                         | contrada della Corona Grossa del Cappel d'Oro dei Pellicciai des Cordonniers delle Fragole                                             | ?                     | |
| Giovanni Battista de La Salle    | contrada della Fucina | ?                     | |
| Giuseppe Luigi Lagrange          | contrada dei Conciatori de l'Accademie                                                                                                 | 19/06/1860            | |
| Cesare Lombroso                  | dell'Orto Botanico | 1951                  | |
| Umberto Cosmo                    | Chieri | 1951                  | La dedica alla città è stata spostata nella strada che vi conduce |
| Magenta                          | contrada della Ginnastica | 30/05/1879            | |
| Maria Adelaide                   | vicolo della Consolata del Settentrione                                                                                                | ?                     | |
| Maria Vittoria                   | contrada di San Filippo del Soccorso di Marengo dei Tintori                                                                            | 30/05/1879            | |
| Martiri della Libertà            | Martiri fascisti di Superga | ?                     | La dedica a Superga è stata trasferita alla strada che conduce al colle da Sassi |
| Giuseppe Mazzini                 | contrada di Borgonuovo | 03/07/1882            | |
| dei Mercanti                     | rue des Drapiers Celeste contrada di San Giuseppe                                                                                      | ?                     | |
| Milano                           | contrada d'Italia di Porta Vittoria di San Michele                                                                                     | 15/01/1857            | |
| dei Mille                        | contrada di San Lazzaro | ?                     | In via San Lazzaro abitò Giuseppe Garibaldi |
| Monte di Pietà                   | contrada di Santa Maria di Piazza dei Due Buoi della Caccia di San Tommaso                                                             | ?                     | |
| Montebello                       | contrada del Cannon d'Oro | 19/06/1860            | |
| Oddino Morgari                   | Pallamaglio | 1941                  | |
| Gian Francesco Galeani Napione   | lungo Po | 19/06/1860            | |
| Noè Carlo                        | contrada degli Orti | ?                     | |
| Alfonso Badini Confalonieri      | Cesare Lombroso | 1951                  | |
| delle Orfane                     | contrada di San Dalmazzo del Rosario rue de l'Aqueduc di Porta Pusterla delle Serafe                                                   | ?                     | |
| Palazzo di Città                 | vicolo di San Lorenzo contrada dei Panierai del comune della Volta Rossa                                                               | ?                     | |
| Matteo Pescatore                 | contrada dei Pescatori | ?                     | |
| Piave                            | contrada del Deposito di Sant'Isidoro dei Pazzarelli                                                                                   | ?                     | |
| Giovanni Antonio Amedeo Plana    | contrada dei Ripari | 02/06/1869            | |
| Pietro Giuria                    | dell'esposizione | 1927                  | |
| Giuseppe Pomba                   | Alfonso Lamarmora | ?                     | |
| Antonio Fontanesi                | Francesco Napione | 1921                  | |
| Duino                            | XXVIII ottobre | 1946                  | |
| Gorizia                          | Trieste | 1921                  | |
| Federico Menabrea                | Leonardo da vinci | 1959                  | |
| Porta Palatina                   | contrada dei Cappellai dello Spirito Santo delle Torri delle Quattro Pietre                                                            | 19/06/1860            | L'asse via Porta Palatina-via San Tommaso rappresenta il cardum dell'accampamento romano                                                                                               |
| Principe Amedeo                  | al Teatro d'Angennes della Verna del Putetto di Palazzo Carignano                                                                      | ?                     | Al civico 34 nacque Massimo D'Azeglio. |
| Andrea Provana                   | alla Chiesa | ?                     | |
| Roero di Cortanze                | contrada della Cavallerizza | ?                     | |
| Roma                             | di Porta Nuova nuova | 29/03/1871            | |
| delle Rosine                     | contrada di San Giovanni san Michele                                                                                                   | ?                     | |
| Gioacchino Rossini               | contrada dell'Ippodromo des Invalides                                                                                                  | 02/06/1869            | |
| Riccardo Arnò                    | Giuseppe Massari | 1949                  | |
| Foglizzo                         | comunale di Lucento | 1948                  | |
| Luigi Mercantini                 | San Dalmazzo | 1911                  | |
| Pininfarina                      | Lesna | 1999                  | angolo con via Tirreno |
| Asinari di Bernezzo              | strada di Collegno | 1949                  | |
| San Domenico                     | contrada delle Figlie dei Militari del Partitore dei Calzolai                                                                          | ?                     | |
| San Francesco da Paola           | contrada della Meridiana rue d'Arcole di San Michele                                                                                   | 16/04/1873            | |
| San Francesco d'Assisi           | Genova contrada di San Martiniano di San Rocco dello Studio di San Gregorio                                                            | ?                     | |
| San Massimo                      | contrada di Santa Pelagia del Cannon d'Oro dell'Ospedale                                                                               | ?                     | |
| San Pietro in Vincoli            | contrada del Cenotafio | ?                     | |
| San Tommaso                      | contrada degli Argentieri dei Sette Poggioli di Casa Viale della Missione                                                              | ?                     | |
| Santa Chiara                     | contrada della Basilica rue Chinoise                                                                                                   | ?                     | |
| Santa Teresa d'Avila             | della Cittadella | ?                     | |
| Paolo Braccini                   | Montenegro | 1949                  | |
| Vincenzo Lancia                  | Montenegro | 1949                  | |
| Sant'Agostino                    | contrada di San Giacomo e San Filippo della Camera dei Conti                                                                           | ?                     | |
| Stampatori                       | rue du Correctionnelle | ?                     | |
| Torquato Tasso                   | contrada di San Pier del Gallo | ?                     | |
| Enrico Thovez                    | strada di Valsalice | 1941                  | |
| Giorgio Ghedini                  | Ruggero Leoncavallo | 1983                  | |
| Piacenza                         | Guglielmo Oberdan | 1983                  | |
| dei partigiani                   | conte di Salemi | 1947                  | |
| Giuditta Sidoli                  | Ignazio Vian | 1985                  | |
| Umberto Giordano                 | Niccolò Paganini | 1985                  | |
| Lorenzo Valerio                  | dei Bagni | ?                     | Aperta nel 1700 prese il nome dai pubblici bagni che sorgevano in quella via. |
| Vanchiglia                       | contrada del Progresso | ?                     | |
| Ada Marchesini Gobetti           | Arnaldo da Brescia | 1989                  | |
| Spalato                          | Pier Carlo Boggio | 1940                  | |
| Pasquale Galluppi                | De Cristoforis | 1940                  | |
| Cesare Lombroso                  | dell'orto botanico | 1948                  | |
| I maggio                         | principessa Laetitia | 1946                  | |
| Carlo Forlanini                  | Spallanzani | 1931                  | |
| Fratelli Vasco                   | contrada di San Francesco da Paola | ?                     | |
| Giuseppe Verdi                   | della Zecca del liceo dell'Ateneo | ?                     | |
| Giulio Biglieri                  | Oneglia | 1951                  | |
| Maria Mazzarello                 | Francesco de Sanctis | 1966                  | |
| Enrico Martini Mauri             | Rivalta | 1946                  | |
| Giovanni Battista Viotti         | contrada della Palma dell'Anello d'Oro dei Canestrelli                                                                                 | 19/11/1894            | |
| XX Settembre                     | contrada della Provvidenza della Visitazione del Seminario delle Scuderie Reali della Rosa Rossa del Trincotto Grondana di S. Maurizio | ?                     | |
| Papa Pio VII                     | Giordano Bruno | 1960                  | |
| Giotto                           | Belfiore | 1929                  | |
| Carlo Pedrotti                   | Ancona | 1947                  | |
| Corrado Corradino                | onorato Paolo Vigliani | 1952                  | |
| Giovanni Vincenzo Virginio       | contrada dell'Università | ?                     | |
| Felice Casorati                  | Luigi Spazzapan | 1990                  | |
| Pio Foa                          | Pietro Giuria | 1965                  | |
| Ascanio Vittozzi                 | al Monte | 19/11/1894            | |
| Dante di Nanni                   | Villafranca | 1949                  | La dedica alla città è stata spostata nella zona Pozzo Strada |
| Rodolfo Renier                   | Rivalta | 1947                  | |
| Ettore Stampini                  | strada di Borgaro | 1948                  | |
| Vicenzo Vela                     | Assietta | 1922                  | |

### Corsi
| Toponimo attuale        | Toponimi passati                            | ultimo cambiamento | Note |
| ----------------------- | ------------------------------------------- | ------------------ | --- |
| Monte Lungo             | Lepanto                                     | 1978               | |
| Luigi d'Albretis        | strada di Grugliasco                        | 1955               | |
| Luigi Bistolfi          | Rosselli                                    | 1955               | |
| Alcide de Gasperi       | Orbassano                                   | 1958               | |
| Luigi Einaudi           | Peschiera                                   | 1958               | |
| Bramante                | Lepanto Galileo Galilei                     | 1946               | |
| Belgio                  | Graglia                                     | 1932               | la dedica alla città di Graglia è stata spostata nel Borgo San Paolo                                                                      |
| Bolzano                 | Grugliasco Pietro Micca                     | 1922               | |
| IV novembre             | Vinzaglio                                   | 1921               | in ricordo della data della fine della Grande Guerra (4/11/1918)                                                                          |
| Massimo d'Azeglio       | dei Tigli                                   | 02/06/1869         | |
| Giovanni Agnelli        | IV novembre                                 | 1973               | intende il fondatore della Fiat e non il nipote avv. Gianni                                                                               |
| Galileo Ferraris        | Giuseppe Siccardi                           | 1929               | |
| Eusebio Giambone        | Girgenti                                    | 1949               | Girgenti è l'antico nome della città Agrigento                                                                                            |
| Monte Cucco             | Monte Grappa                                | 1949               | |
| Gaio Giulio Cesare      | Ponte Mosca                                 | 1937               | il ponte sulla Dora è vicino alla storica stazione Ponte Mosca o Porta Milano                                                             |
| Inghilterra             | principe Oddone strada di San Solutore      | 1930               | |
| Guglielmo Marconi       | del Valentino                               | 1946               | |
| Mediterraneo            | Castelfidardo                               | 1954               | |
| Giacomo Matteotti       | Oporto                                      | 1947               | dedicata alla città di Oporto, in Portogallo, luogo dell'esilio del re Carlo Alberto                                                      |
| Siracusa                | Felice Cavallotti                           | 1947               | |
| regina Margherita       | strada di San Massimo e di Santa Barbara    | 30/5/1879          | |
| Caduti sul lavoro       | di Porto Maurizio                           | 1961               | |
| Fratelli Rosselli       | Parigi                                      | 1947               | non fu casuale poiché i due fratelli, prima di essere uccisi, vissero in esilio nella detta città                                         |
| San Martino             | Pietro Micca                                | 25/06/1864         | la dedica all'eroe tornò nel 1885 all'apertura dell'attuale via Micca                                                                     |
| Enrico De Nicola        | Mediterraneo                                | 1969               | |
| Tirreno                 | Marsiglia                                   | 1946               | |
| Giuseppe Siccardi       | contrada della Consolata                    | ?                  | |
| Stati Uniti             | Duca di Genova                              | 1953               | |
| Achille Mario Dogliotti | Polonia                                     | 1988               | |
| Svizzera                | Altacomba                                   | 1947               | la dedica precedente era località della Savoia dove sono sepolti i duchi di Savoia e il re Carlo Felice                                   |
| Francesco Ferrucci      | strada circonvallazione                     | 1921               | |
| Traiano                 | Piero Maroncelli                            | 1939               | un imperatore dell'antica Roma |
| Filippo Turati          | Unione Sovietica                            | 1962               | |
| Renato Martorelli       | Palermo                                     | 1949               | |
| Umbria                  | regina Elena Ferrara                        | 1940               | la dedica alla città emiliana è stata trasferita nel quartiere Vallette                                                                   |
| don Luigi Sturzo        | Tommaso Agudio                              | 1989               | |
| Unione Sovietica        | Stupinigi                                   | 1950               | lungo viale diritto alla Reale palazzina di caccia di Stupinigi                                                                           |
| Benedetto Croce         | Corsica                                     | 1984               | |
| Duca degli Abruzzi      | Vinzaglio                                   | 1949               | Corso Vinzaglio è oggi tra Via Cernaia (a nord-est) e Corso Vittorio Emanuele II (a sud-ovest); da quest'ultimo, Corso Duca degli Abruzzi |
| Vittorio Emanuele II    | del Re di principe Amedeo di Sant'Avventore | 24/04/1878         | |
| XI Febbraio             | vicolo di San Giobbe                        | 1947               | giorno dei patti lateranensi |
| Bramante                | Galileo Galilei                             | 1912               | |
| Toscana                 | Benedetto Brin                              | 1950               | |

### Piazze
| Toponimo attuale         | Toponimi passati                          | ultimo cambiamento | Note                                                                                       |
| ------------------------ | ----------------------------------------- | ------------------ | ------------------------------------------------------------------------------------------ |
| Adua                     | bivio del Nobile                          | 1952               |                                                                                            |
| don Albera Paolo         | dei Molini                                | ?                  |                                                                                            |
| Umbria                   | Regina Elena                              | 1949               |                                                                                            |
| Crimea                   | barriera di Valsalice                     | 1931               |                                                                                            |
| Edmondo de Amicis        | Dante Alighieri                           | 1925               |                                                                                            |
| Antonio Baldissera       | barriera di Lanzo                         | 1927               |                                                                                            |
| Gian Lorenzo Bernini     | barriera di Francia                       | 1927               |                                                                                            |
| Francesco Borromini      | barriera di Casale                        | 1927               |                                                                                            |
| Giosuè Carducci          | barriera di Nizza                         | 1927               |                                                                                            |
| Piero della Francesca    | barriera di Valdocco                      | 1927               |                                                                                            |
| Cirene                   | barriera di Pianezza                      | 1931               |                                                                                            |
| Adriano                  | barriera del foro boario                  | 1931               | imperatore dell'antica Roma                                                                |
| Caio Mario               | barriera di Stupinigi                     | 1931               | personaggio dell'antica Roma                                                               |
| Merano                   | barriera di Cavoretto                     | 1931               |                                                                                            |
| Carignano                | della Borsa                               | ?                  |                                                                                            |
| Rayneri                  | Amedeo Peyron                             | 1929               |                                                                                            |
| donatori di sangue       | Gottardo                                  | 1986               |                                                                                            |
| Augusto Rostagni         | Niccolò Paganini                          | 1984               |                                                                                            |
| Carlo Emanuele II        | della Libertà                             | 19 giugno 1860     |                                                                                            |
| Carlo Felice             | largo del Re                              | ?                  |                                                                                            |
| Giuseppe Perotti         | Dario Pini                                | 1947               |                                                                                            |
| Castello                 | Imperiale della Fiera di Madama Reale     | ?                  |                                                                                            |
| Cesare Augusto           | delle Scuderie della Croce d'Oro          | ?                  |                                                                                            |
| Vincenzo Arbarello       | della Cittadella Borghese                 | ?                  |                                                                                            |
| Corpus Domini            | del Grano di San Silvestro                | ?                  |                                                                                            |
| largo Sempione           | Marcello                                  | 1972               | Marcello era un personaggio dell'antica Roma                                               |
| Monte Sabotino           | Peschiera                                 | 1923               |                                                                                            |
| Emanuele Filiberto       | Ignazio Giulio                            | ?                  |                                                                                            |
| Galimberti               | dei Balilla                               | 1949               | intitolata a Tancredi "Duccio" Galimberti e non al padre Tancredi Galimberti               |
| Giuseppe Luigi Lagrange  | Franco Andrea Bonelli                     | 19 dicembre 1866   |                                                                                            |
| Palazzo di Città         | delle Erbe di San Benigno                 | ?                  |                                                                                            |
| Pietro Paleocapa         | di San Quintino                           | ?                  |                                                                                            |
| Reale                    | Nazionale Imperiale                       | ?                  |                                                                                            |
| della Repubblica         | Emanuele Filiberto di Milano dei Mulini   | 1948               | Porta Palazzo è usato tuttora dai torinesi anche se ufficialmente non lo è più             |
| Carlo Felice di Robilant | delle scuole Regina Elena                 | ?                  |                                                                                            |
| San Carlo                | Reale                                     | ?                  |                                                                                            |
| San Giovanni             | del mercato                               | ?                  | San Giovanni Battista è il santo patrono del comune                                        |
| Savoia                   | Paesana Susina                            | 19 giugno 1860     |                                                                                            |
| Solferino                | della Legna                               | 1830               |                                                                                            |
| largo Tirreno            | piazzetta Juve                            | 1939               | anno in cui venne abbattuto l'antico stadio della squadra che sorgeva nell'area antistante |
| Vittorio Veneto          | Vittorio Emanuele I de l'Eridan           | 1919               | Al civico 5 abitava Giovanni Battista Balbis.                                              |
| XVIII Dicembre           | di San Martino di Porta Susa Pietro Micca | 1946               | data del ricordo di alcune vittime del fascismo (18 dicembre 1922)                         |

### Ponti
| Toponimo attuale   | Toponimi passati      | ultimo cambiamento | Note |
| ------------------ | --------------------- | ------------------ | --- |
| Gaio Giulio Cesare | Carlo Bernardo Mosca  | 1953               | |
| re Umberto I       | Maria Teresa          | 26 maggio 1907     | in realtà il ponte Umberto I sostituì il precedente dedicato a Maria Teresa, sposa di Carlo Alberto                                              |
| di Sassi           | Principe di Piemonte  | 1930               | la dedica al corso Belgio che conduce al ponte si riferisce alla nazione di origine di Maria Josè, sposa del Principe di Piemonte erede al trono |
| Franco Balbis      | Vittorio Emanuele III | 1946               | |
| Candido Ramello    | del Martinetto        | 1953               | |

### Particolarità topografiche
- via più corta: via Ercole Ricotti (30 m) zona Vanchiglietta.
- via più lunga: via Nizza di 5 km; poi Via Sestriere (Moncalieri) con 3.6 km.
- corso più corto: corso Menotti, 60 m, nel quartiere Cenisia, poi corso Beccaria (piazza Statuto), 100 m.
- corso più lungo: Corso Regina Margherita, di 8.1 km, seguito da corso Moncalieri, di 5.5 km.
- edifici con il civico 0 "zero" sono rarissimi: via Santa Teresa (zona piazza Solferino), via Manzoni (zona Piazza Statuto), via Michele Amari (zona via Vigliani), corso Giacomo Matteotti (zona piazza Carlo Felice), via Bligny (zona Piazza Savoia), via Rubiana (zona piazza Rivoli), via Figlie dei Militari (zona piazza Hermada), via Cervino (zona piazza Ghirlandaio), via Germanasca (zona piazza Sabotino), via Santa Giulia (zona corso San Maurizio), Via Bellini (zona piazza Solferino).
- zona con altitudine maggiore: in collina, è il Colle della Maddalena, con 715 m s.l.m., al confine con Pecetto Torinese. Segue colle di Superga (672 m s.l.m.), quindi Cavoretto (351 m s.l.m.), il Monte dei Cappuccini (283 m s.l.m.). mentre il punto più alto esclusa la collina si trova al confine con Collegno, prima del cavalcaferrovia, con 280 m s.l.m.[7]
- zona con altitudine minore: l'area fluviale del Po, nel tratto della Riserva naturale speciale Meisino e Isolone di Bertolla, a 205 m s.l.m.
- piazza più estesa: piazza della Repubblica (51300 m²), seguita da piazza Vittorio Veneto (39960 m²), piazza Adriano e piazza Conti di Rebaudengo, poi piazza Solferino e piazza dello Statuto.
- caso rarissimo di una città bagnata da quattro fiumi: Sangone, Po, Dora Riparia, Stura di Lanzo.
- seconda città italiana tra i capoluoghi, nella classifica rapporto tra spazio verde (parchi, giardini) e superficie comunale: 14,4%, dopo Napoli con 24,2% (dati ISTAT 2009).[8]